# قفطان مغربي
القفطان المغربي هو زيٌ تقليدي نسائي مغربي، يُعتبر من أقدم الألبسة التقليدية في العالم يخص المغاربة، يعود ظهوره للقرن الثاني عشر خلال عهد الدولة الموحدية بالمغرب. يُعدُّ رمزًا للنبالة والأناقة والتراث والهوية في المغرب، خاصةً في المُناسبات السعيدة مثل حفلات الزفاف والحناء والختان.

## تاريخ

### ظهور القفطان المغربي خلال العصر الموحدي
تعود أصول القفطان المغربي إلى القرن الثاني عشر ميلادي في عهد الدولة الموحدية حيث كان سلاطين الدولة الموحدية يبحثون على لباس مهيب يليق بمكانة السلطان المغربي وصُنِع هذا اللباس المغربي انطلاقًا من لباس قبائل مغربية ومزجه مع منسوجات السفيفة والعقاد التي كانت تصنع بفاس. حيث كانت تعتبر فاس المدينة الصناعية الأولى عالميًا سنة 600 هجرية الموافق ل 1203 ميلادية لما تحويه من معامل ومصانع لنسج الثياب ومنها كان يصنع القفطان المغربي. ويقول ليون الإفريقي في كتابه وصف إفريقيا عن مدينة فاس:«يوجد بفاس خمسمائة وعشرون دار للنساجين وهي أبنية كثيرة ذات طبقات عديدة وقاعات فسيحة كقاعات القصور، تضم كل قاعة عددا كثيرا من عمال نسج الكتان. وهناك أيضًا مائة وخمسون معملا لقصاري الخيوط يقوم معظمها بجوار النهر…»

القفطان المغربي خلال القرن 12 كان داكن اللون بأكمام قصيرة، ارتدى الرجال من فوقه قطعة سوداء أو داكنة اللون من الصوف تسمى البرنوس. كان الجزء الأمامي من البرنوس أقصر من الظهر لتسهيل المشي أو ركوب الخيل. وكان له قب أو غطاء رأس يوفر الدفء في الشتاء. أيضا، الجلابة مع البرنوس كانت شائعة جدا لدى الرجال المغاربة. 

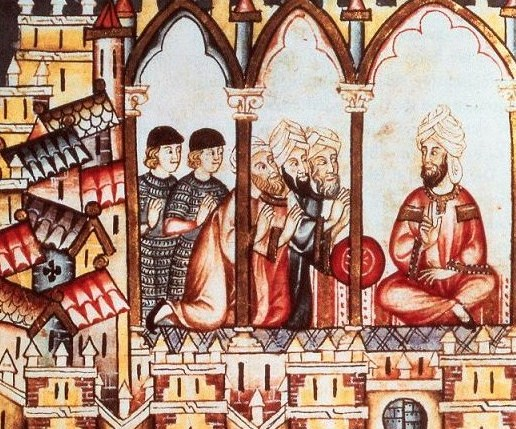
السلطان المغربي أبو حفص عمر المرتضي وهو يرتدي قفطان مغربي رفقة سفراء من قشتالة يحاولون اقناعه بالانضمام لحلفهم.

### القفطان المغربي لباس سلاطين الدولة المرينيين والمغربيات منذ القرن الخامس عشر
خلال العهد المرينيين في المغرب أصبح القفطان المغربي لباس السلاطين المغاربة بامتياز وخلال القرن 15 ميلادي أي الموافق للعهد الوطاسي في المغرب كان القفطان المغربي لباسًا نسويًا بفاس حيث يصفه ليون الأفريقي في كتابه «ولباس النساء جميل، إلا أنهن في أيام الحر سوى قميص يحزمنه بنطاق لا يخلو من قبح، ويلبسن في الشتاء ثيابا عريضة الأكمام ومخيطة من الأمام مثل ثياب الرجال».
و قد كان من عادة أهل فاس أن يقدموا قفاطين مغربية مع جهاز العروس خلال العهد الوطاسي الشيء الذي لا يزال المغاربة يصرون على الحفاظ عليه. يقول المؤرخ إبراهيم حركات:«وتقضي العادة أن يقدم ثلاثة قفاطين، ثلاثة فساتين وعدة أقمصة وشربيلا (نعل مغربي) وأغطية للفرش مزخرفة ووسائد وثمانية فرش وأربع وسائد مطرزة توضع إلى جانب الصوانين بالإضافة إلى زربية وثلاث اغطية لسريرنوم وأشياء أخرى. جهاز المرأة كان يكبد الرجل المتوسط الحال نفقات باهظة لا تلبث تفقره، أما والد الخطيبة فيتحمل من ذلك أضعافا مضاعفة» الشيء الذي يد لمدى عمق ارتباط القفطان المغربي بالثقافة المغربية.

### المنصورية لباس مغربي مستوحى من القفطان المغربي
خلال العهد السعدي بالمغرب سيعرف هذا اللباس لأول مرة باسم "المنصورية" نسبة إلى السلطان المغربي المنصور الذهبي الذي كانت تصنع له خصيصا بفاس قطعة من هذا اللباس ونسبت إلى اسمه. والمنصورية عبارة عن لباس مكون من قطعتين السفلية أو الدفينة عبارة عن قفطان مغربي من ثوب سميك والفوقية عبارة عن قفطان مغربي شفاف. يقول المؤرخ أحمد بن خالد الناصري في كتابه الاستقصا لأخبار دول المغرب الأقصى«إِن اللبَاس الْمُسَمّى بالمنصورية وَهُوَ لِبَاس من الملف لم يكن مُسْتَعْملا قبله وَهُوَ أول من اخترعه وأضيف إِلَيْهِ فَقيل المنصورية» كما يذكر المؤرخ إبراهيم حركات في لباس السلطان السعدي:«المنصور اتخذ زيًا خاصًا أدخل فيه القفطان والمنصورية التي نسبت إليه وهو أول من استعمل المنصورية في لباسه وصار هذا الزي يتخذه بعده الملوك والفقهاء».

أما القفطان المغربي النسائي في القرن 16 كان مصنوعًا عمومًا من الصوف الأزرق أو القماش الحريري ومزين بخيوط ذهبية. القفطان كان بلا أكمام ومغلق بأزرار ذهبية. كان الحزام أو المضمة عبارة عن وشاح حريري غني باللآلئ، مكملا بغطاء ذهبي طويل، تم ربطه كالذيل في أجزائه الداخلية ويصل إلى الأرض.

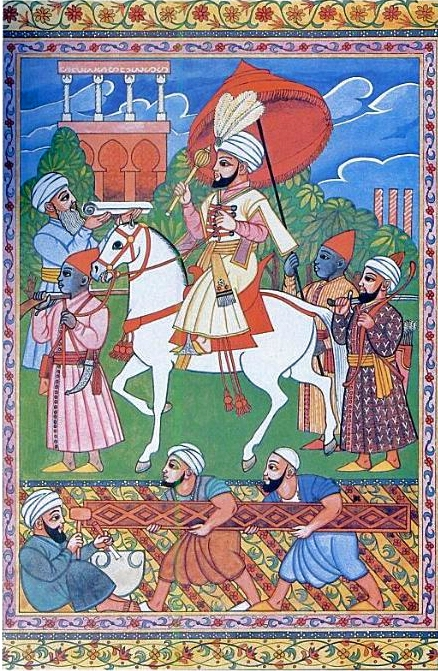
السلطان المغربي المنصور الذهبي وحاشيته بلباس المنصورية
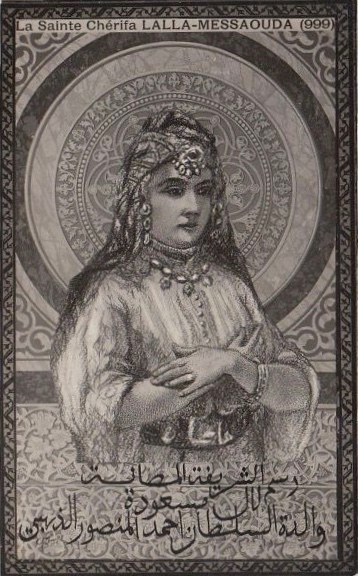
لالة مسعودة والدة السلطان المنصور الدهبي بالمنصورية :قطعتين من القفطان المغربي

### القفطان المغربي في عهد الدولة العلوية
اهتم ملوك وسلاطين الدولة العلوية بمظهرهم وأناقتهم، فكان القفطان جزءا من لباسهم المخصص للظهور في المناسبات والحفلات التي تقام في القصر. ويذكر مؤرخ الدولة العلوية ونقيب أشرافها «مولاي عبد الرحمان بن زيدان» في كتابه أن السلاطين العلويين كانوا يحتفظون بالقفاطين المصنوعة من ثوب الملف في صناديق خشبية ومكسوة.
القفطان المغربي النسائي في القرن السابع عشر كان لباسا فضفاضا مصنوعا من الصوف أو المخمل أو أي لون ويغطي الجسم كامله، الا أنه كان مفتوحا من العنق وكان لهذا النمط طوقا أو خطا على مستوى الخصر وكان حواف القفطان مطرزة بخيوط ذهبية. بالإضافة إلى ذلك تم تثبيت القفطان بأحزمة واسعة مصنوعة من الحرير والذهب الذي يحيط الخصر. وكان القفطان المغربي يرتدى من طرف العروس خلال حفل الزفاف بالمغرب.
في القرن الثامن عشر أصبح القفطان المغربي النسائي بطول الكاحل ومفتوحا من الجانب فقط وتغير شكله ليصبح لباسا يشبه المعطف بأكمام طويلة وعادة ما يكون مصنوعا من الصوف أو المخمل أو القطن مرفقا بحزام تضعة المرأة المغربية حول خصرها.

خلال القرن التاسع عشر القفاطين التقليدية للمرأة المغربية موجودة الآن في المتاحف. بعضها في متحف الوداية بالرباط وشاهده الباحثون في سبتمبر 1977. كانت جميع القفاطين مفتوحة في المقدمة وتم تجميعها معًا بواسطة العديد من الأزرار «العقاد» والحلقات الصغيرة، وكان لديهم شقوق جانبية. أيضا، كان لديهم حزام يدور حول الخصر. صُنع الحزام من الديباج على شكل خيط من الفضة أو الذهب. كانت المرأة المغربية ترتدي «شربيلا» خاصًا مصنوعًا من جلد مخملي أو جلد مغربي ومطرزة بخيوط ذهبية. أيضا، استخدمت النساء المغربيات الحجاب أو اللثام لتغطي وجهها مع هذا القفطان التقليدي.

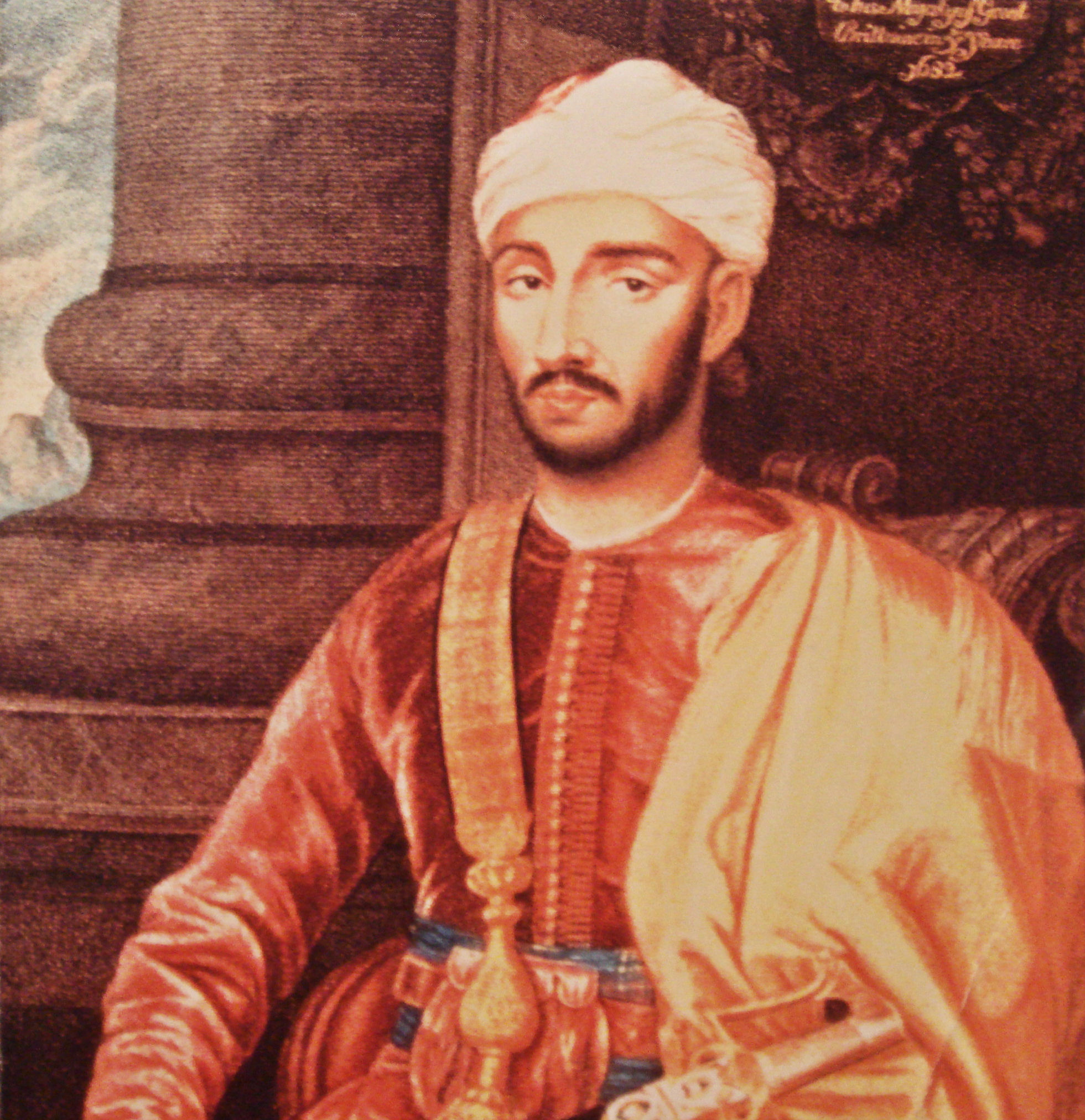
المغربي محمد بن حدو بالقفطان المغربي سفير المملكة المغربية عند المملكة البريطانية سنة 1682 في عهد الملك تشارلز الثاني
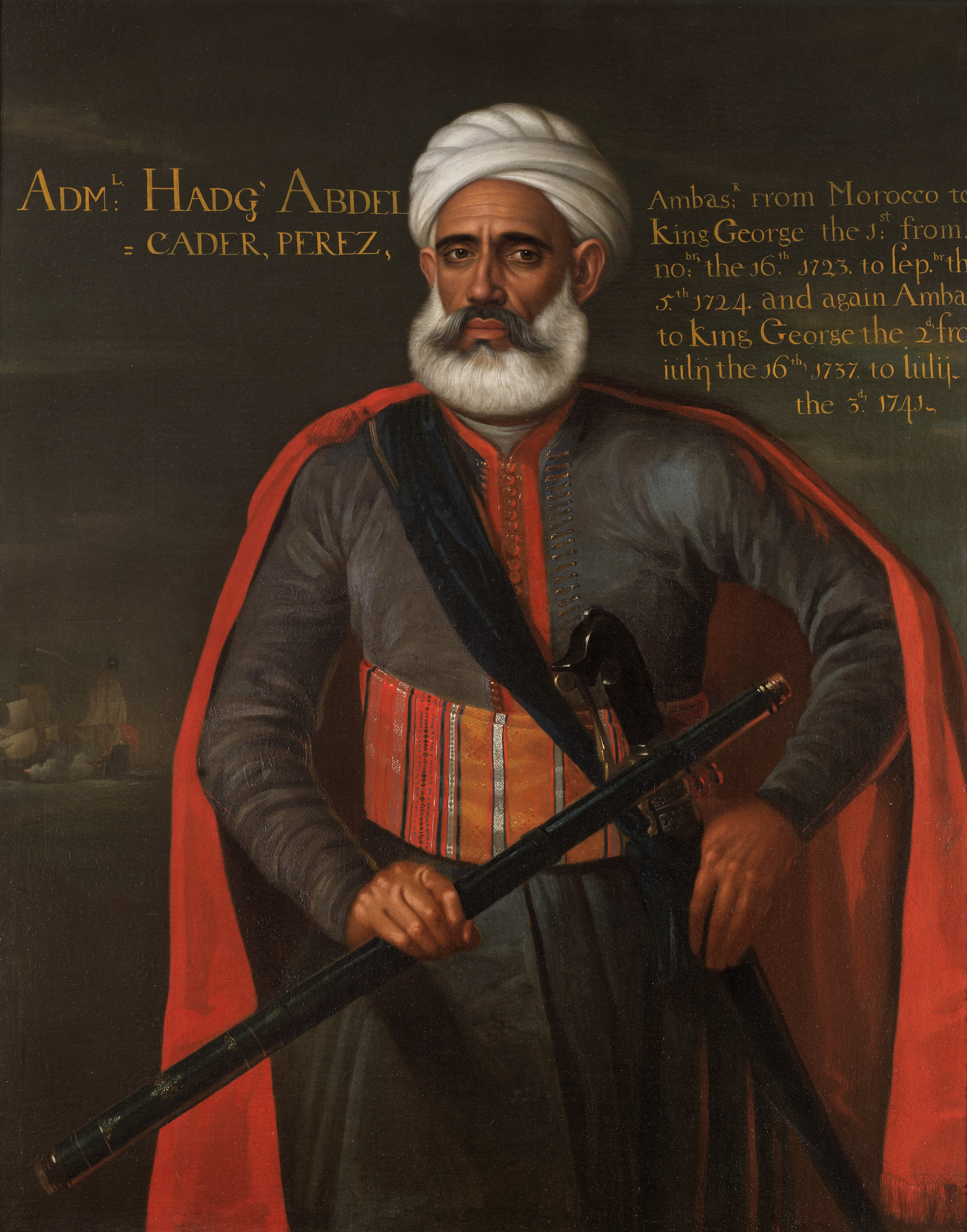
الديبلوماسي والسفير المغربي الحاج عبد القادر بيريز بالقفطان المغربي سنة 1723
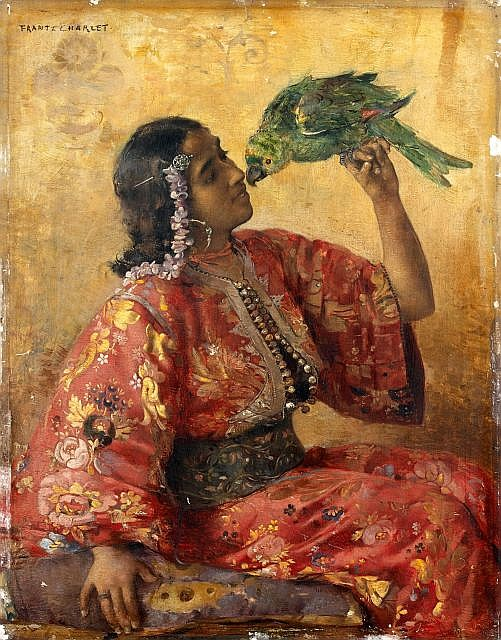
لوحة لمغربية بالقفطان المغربي مع ببغاء للرسام Frantz Charlet
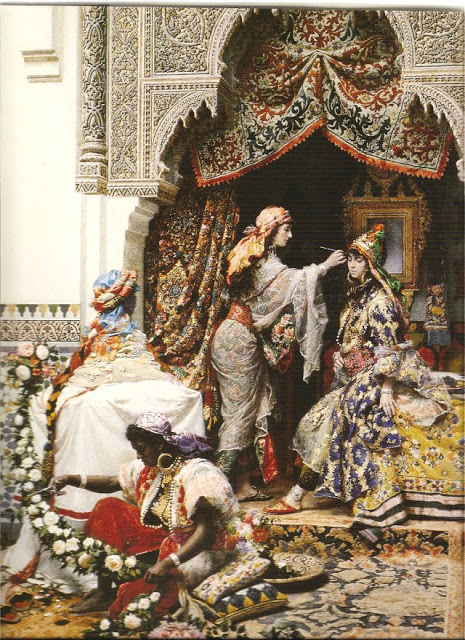
عروس من فاس تتجهز بقفطانها المغربي وخادمتها ترتدي المنصورية للرسام Josep Tapiró
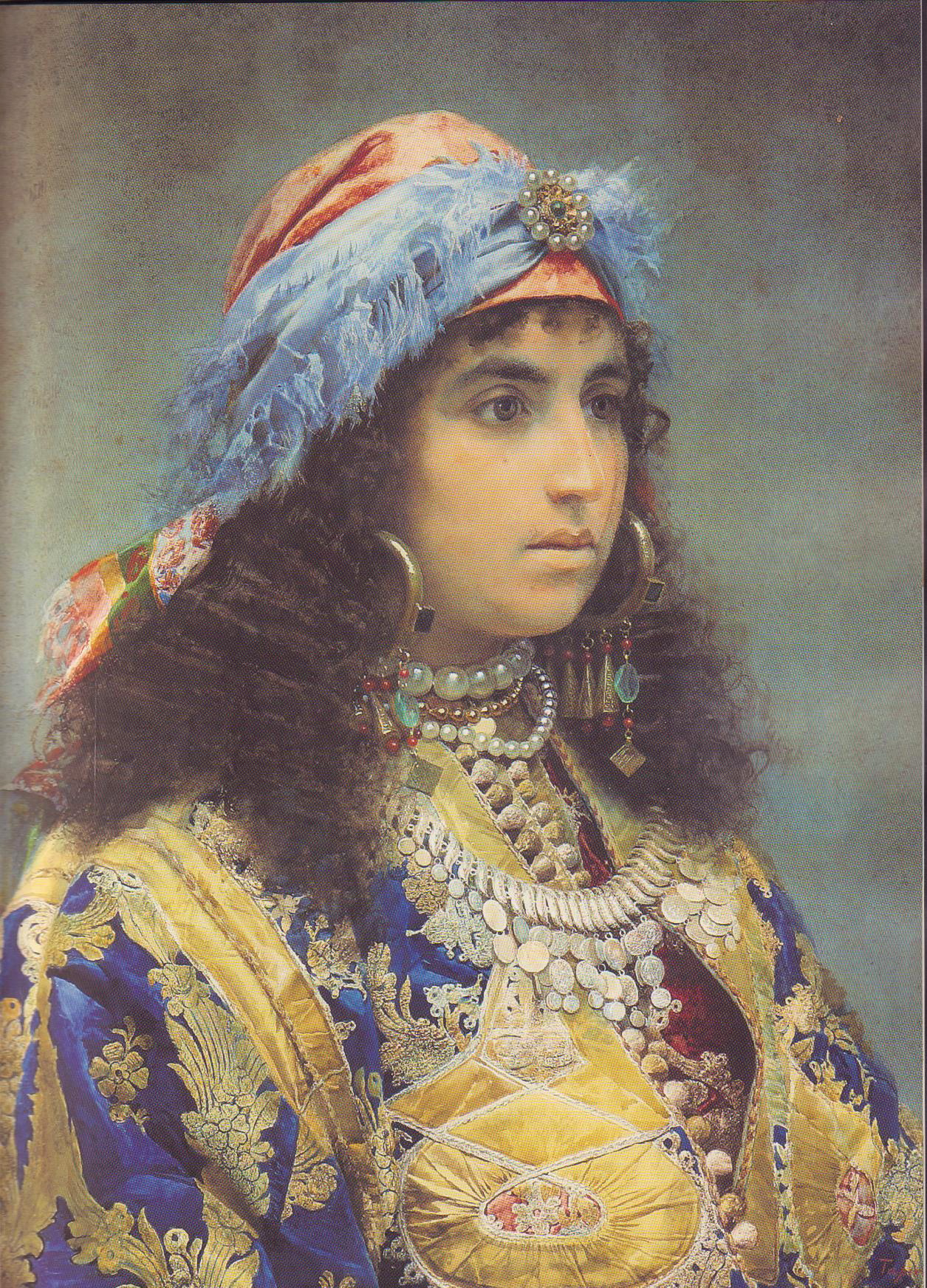
لوحة لمغربية من طنجة بالقفطان المغربي للرسام Josep Tapiró

### القفطان المغربي كهدية للجزائريين اللاجئين إلى المغرب ابان الاحتلال الفرنسي
سنة 1830 احتلت فرنسا مدينة الجزائر بعد انهيار الحكم العثماني بها فنزح أكثر من 700 جزائري إلى المغرب هاربين من بطش الفرنسيين وأمر السلطان المغربي العلوي عبد الرحمان بن هشام والي مدينة تطوان عبد الرحمان أشعاش بإعطاء كل جزائري قفطانا مغربيا كما أمر بإواءهم وإكرامهم وكذا إدماجهم في المجتمع التطواني خصوصا أن معظم اللاجئين الجزائريين كانوا فقراء ودون حرفة. وقد وردت رسالة السلطان لخادمه بتطوان الآتية:
«نأمر خذمينا القائد عبد الرحمان أشعاش ان يدفع لخيل أهل تطوان الواردين من حضرتنا قفطان ملف، لكل واحد منهم».
كما يأكد الكاتب إدريس بو هليلة في كتاب «الجزائريون في تطوان» أن القفطان كان موجودا في تطوان منذ العهد السعدي أي منذ القرن 16:
«أما انتشار وشيوع القفطان في المجتمع المغربي، فقد بدأ في عصر السعديين ومع مرور الزمن أصبح هذا اللباس يشهد إقبالا لا مزيد عليه من طرف النساء مع إدخال تجديد  في نوعية الثوب والخياطة» وهكذا حصل الجزائريون على القفطان المغربي.

### القفطان المغربي خلال القرن العشرين
انتشر القفطان المغربي أكثر بين المغربيات بعد ان كان حكرا فقط على أصحاب الجاه والمال. ومع اختراع الكاميرا التقطت العديد من الصور لمغربيات بالقفطان المغربي من جميع أنحاء المملكة المغربية. وتميزت كل مدينة في المغرب بنوع من القفاطين.

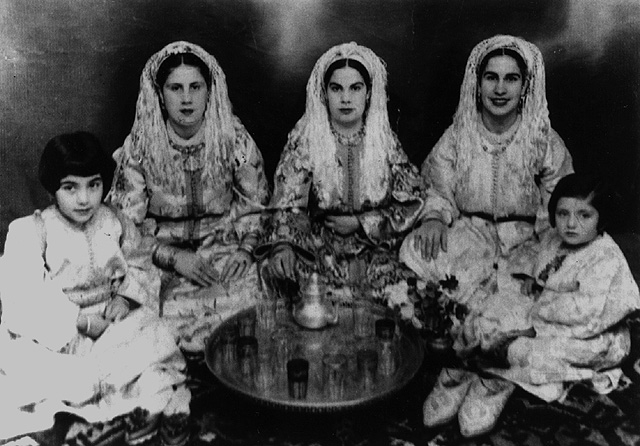
مغربيات بالقفطان المغربي والنكشيتة (لباس مغربي مكون من قطعتين من القفطان المغربي) حول جلسة الشاي سنة 1939
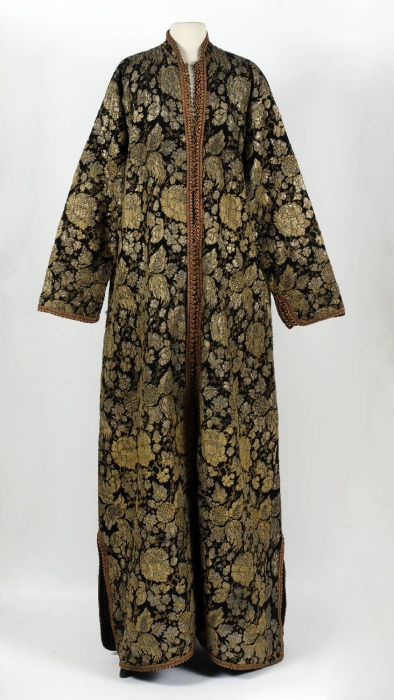
قفطان مغربي من البروكار الفاسي.
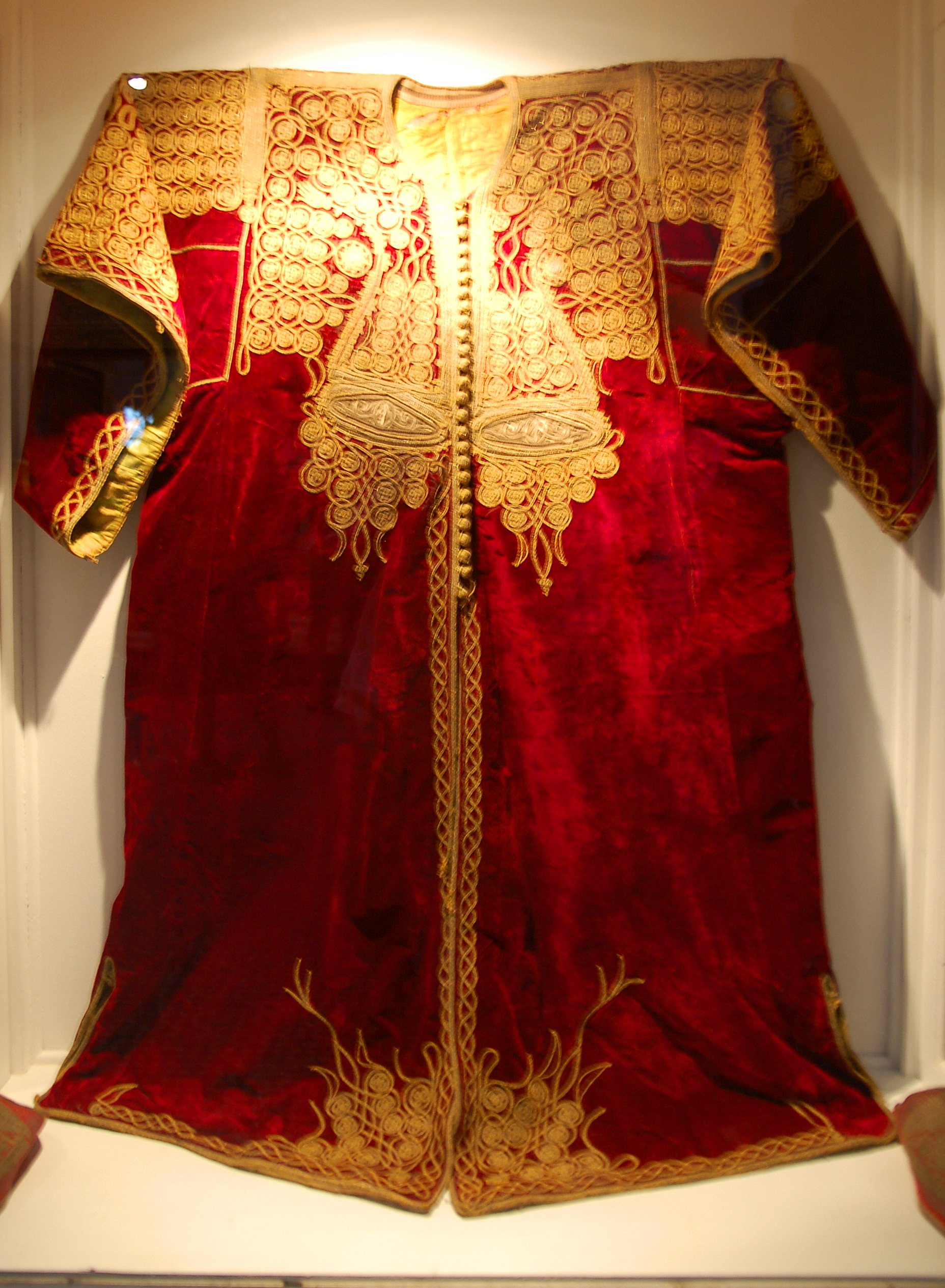
قفطان مغربي سلاوي قديم من متحف الباهية بمراكش من الموبرا وخدمة المعلم
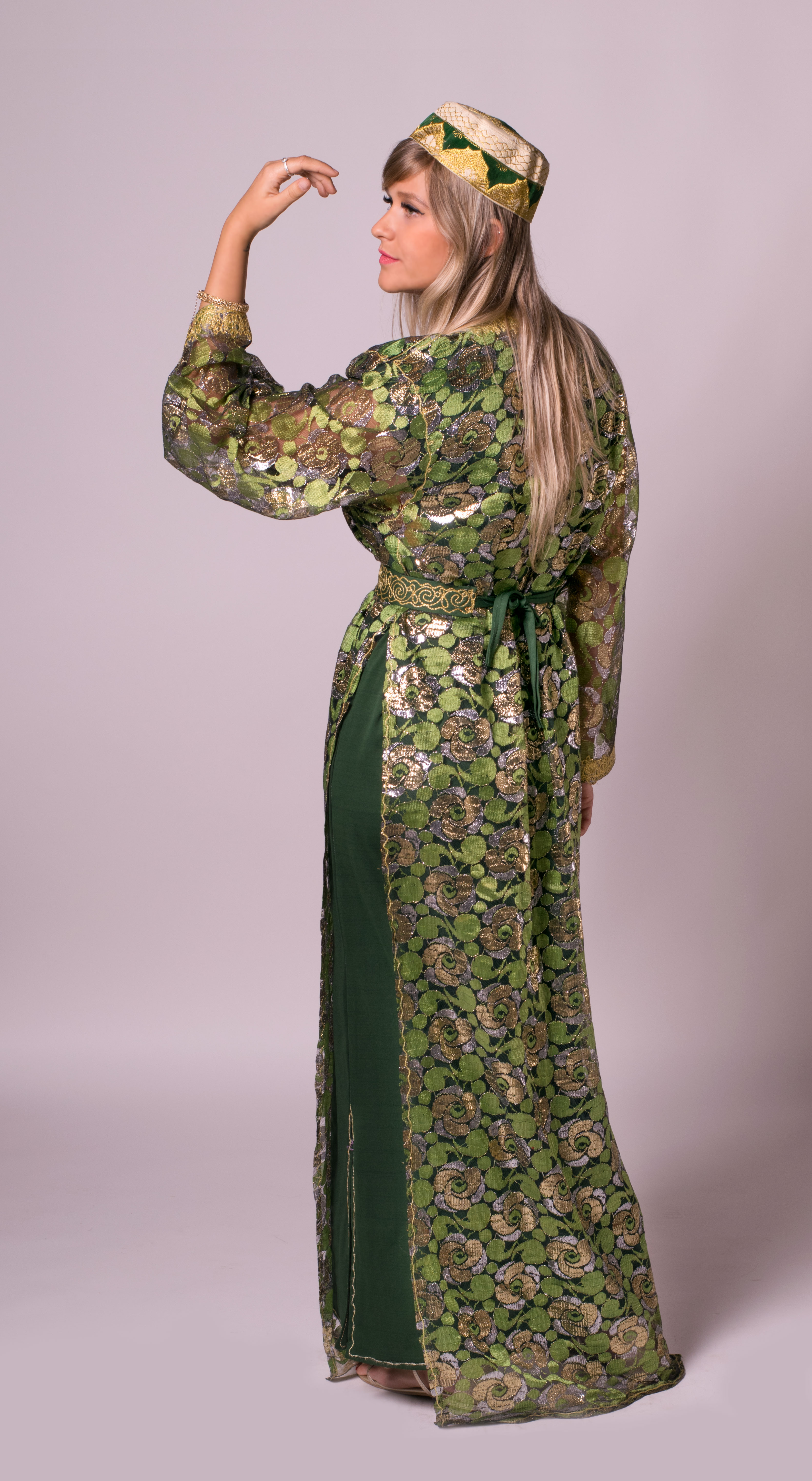
قفطان مغربي من الحرير

### القفطان المغربي والشهرة العالمية
يعبر القفطان المغربي عن ثقافة وجمالية رفيعة المستوى، تبرز مكانته أمام الشعوب الأخرى، فهو رمز للعادات والتقاليد الخاصة بكل إنسان مغربي، وموضة متميزة تبرز في كل قفطان، وتصميم القفطان المغربي يتطلب معرفة عميقة في تاريخه، ونقصد بذلك من امتهنوا حرفته وضبطوا أصوله جيدا، كما لا شك من إعجاب المصميمن العالميين بخصوصية وجمالية القفطان المغربي، وثأثيرهم به بشكل عبر السنوات ومنه انشر القفطان المغربي في دول الجوار واصبحو معجبين بما يقدمه الصانع المغربي من حرفية حتى اصبحنا اليوم نرى القفطان المغربي عالميا.
خلال تسعينات القرن الماضي عرف القفطان المغربي نهضة عالمية حيث تم تطويره من طرف مصمممين ومصممات مغاربة كما نظمت مهرجانات عالمية بالمغرب مثل مهرجان "Caftan du Maroc" بمراكش الذي يعد أكبر محفل وطني ودولي للقفطان والذي يحضره سنويا مصممون عالميون من جميع بقاع العالم والذي وصل دورته 23.".خطف القفطان المغربي في مناسبات عديدة الانظار بعاصمعة الانوارو الموضة باريس وبأسبوع الموضة بتركيا وبأبو ظبي وكذا بروكسل..اذ تربع القفطان المغربي على عرش أهم ماركات الأزياء في العالم، بل وارتدته المشاهير والشخصيات العالمية، الأمر الذي فتح شهية مصممي الأزياء الغربيين أمثال؛ بالمان، وإيف سان لوران، وجون بول غوتييه، وغيرهم من الذين سارعوا إلى إدراج نسخ مطورة منه في كاتالوجات أعمالهم عاكساً حب المغاربة وتقديرهم للجمال، وقدرتهم على الحفاظ على إرث تاريخي في مجتمع عايش حقباً وحضارات مختلفة. ويساهم القفطان المغربي ب16 في المائة من صادرات المغرب من الصناعة التقليدية. كل هذه العوامل جعلت من القفطان المغربي لباسا اكتسح العالمية وبداية من أكبر مستورد للقفطان المغربي الجزائر الذي لاقى اعجابا كبيرا من طرف الجزائريين وأصبحت النساء الجزائريات تتخلين عن اللباس الجزائري على حساب القفطان المغربي. فقد تعرضت الفنانة فلة الجزائرية لاستهجان كبير لما سجلت أغنية وطنية جزائرية بالقفطان المغربي سنة 2009 بدعوى أن القفطان المغربي لا يندرج ضمن الثرات الجزائري ويختلف على باقي الألبسة المحلية الجزائرية.

## وصف
القفطان المغربي هو القطعة الأساسية للمرأة المغربية في كل عرس أو حفل أو مناسبة خاصة، لم يزعزعه عن عرشه أرقى علامات الموضة العالمية لفساتين السهرة، وظل متسيّدا على مشهد أناقة المرأة المغربية. القفطان المغربي عبارة عن ثوب طويل بأكمام طويلة يعتمد في صنعه على أقمشة فاخرة كثوب البروكار، الموبرا أو المخمل، الحرير، جوهرة والثليجة المغربية ويتم تزيينها بالتطريز اليدوي المغربي كالرباطي (نسبة إلى مدينة الرباط) أو الفاسي (نسبة إلى فاس) أو التطواني (نسبة إلى تطوان) أو الشاوني (نسبة إلى شفشاون أو الشاون) وطرز النطع بفاس الذي يعتمد على خيوط الذهب، إضافة إلى تزيينه بالأحجار والعقيق، دون أن ننسى أهم عملية وهي ما يسمى في المغرب «خدمة المعلم» نسبة إلى حرفيين يغزلون من خيوط من الحرير أو الفضة أو الذهب العقاد والسفيفة التي تتوسط القفطان المغربي وتميزه. ويحزم بالمضمة التي تعطيه شكله الأنيق.

وظلت المرأة المغربية تتزين بهذه اللوحة الفنية المسماة بالقفطان وحدها لقرون طويلة، قبل أن يخرج من حدوده الجغرافية إلى العالمية في فترة تسعينيات من القرن الماضي بفضل تنظيم عروض تروج للقفطان المغربي وتفنن كبار المصممين والمعلمين المغاربة في تقديم تصاميم فاخرة.

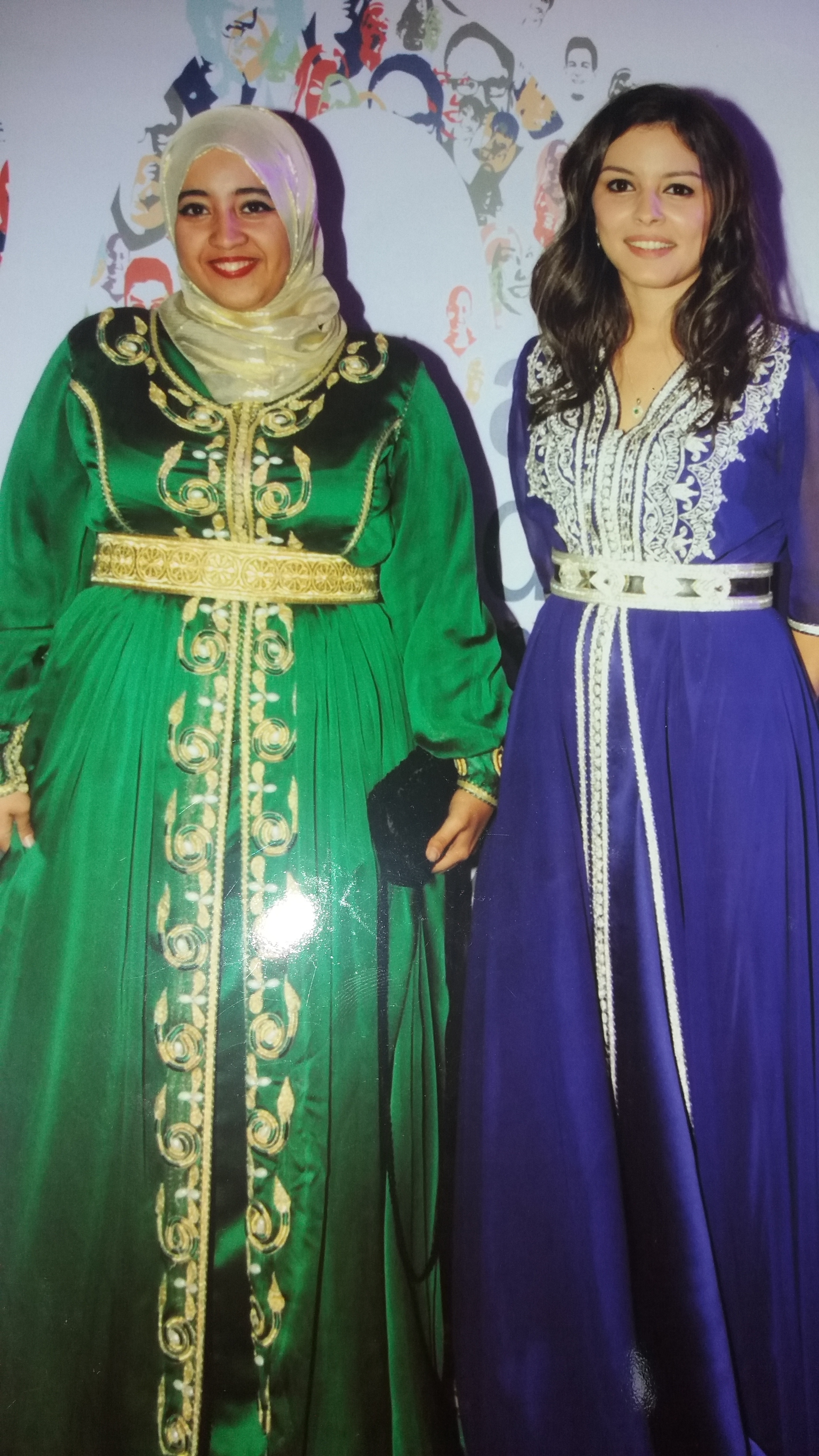
قفطان مغربي
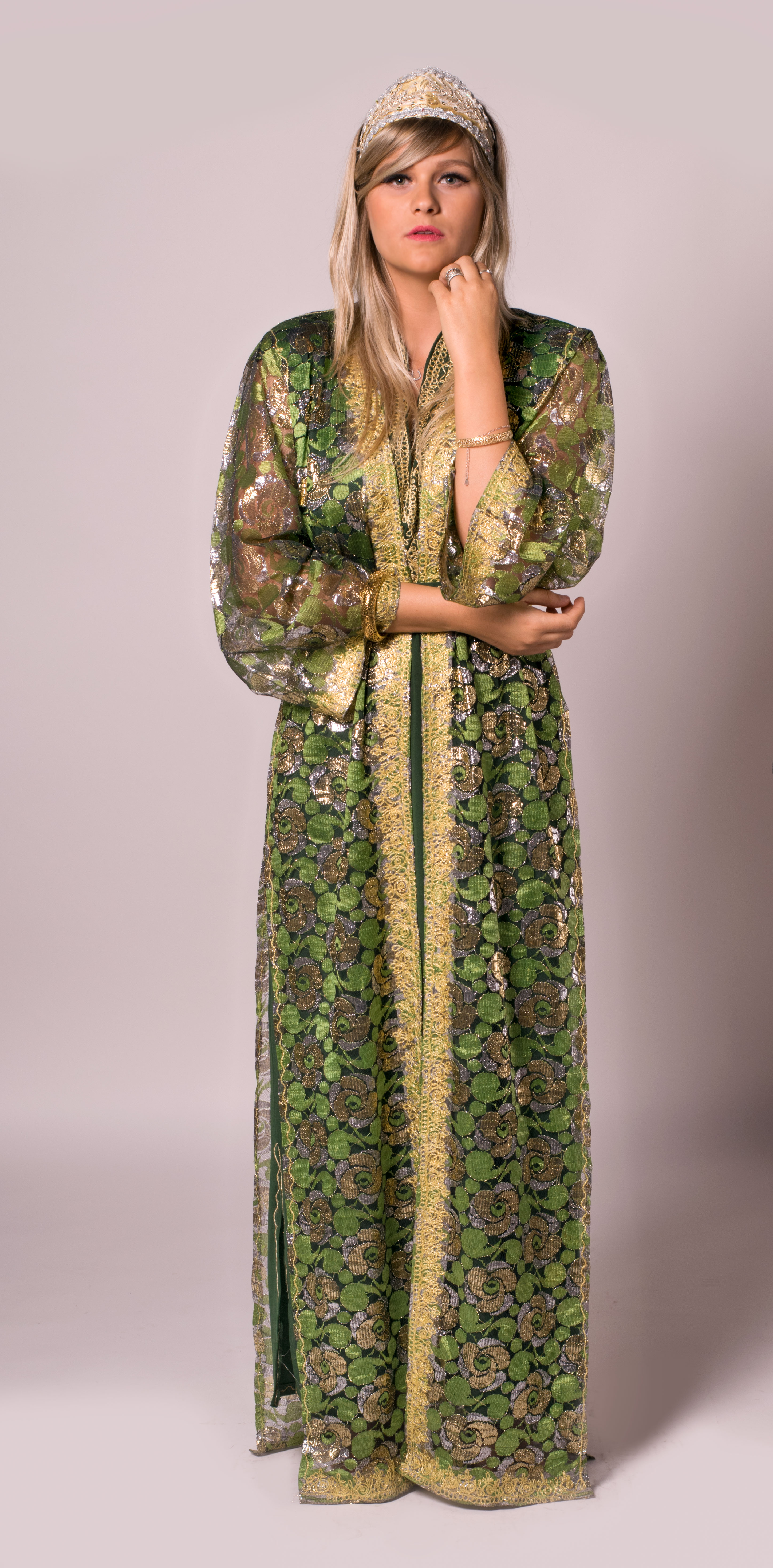
قفطان مغربي
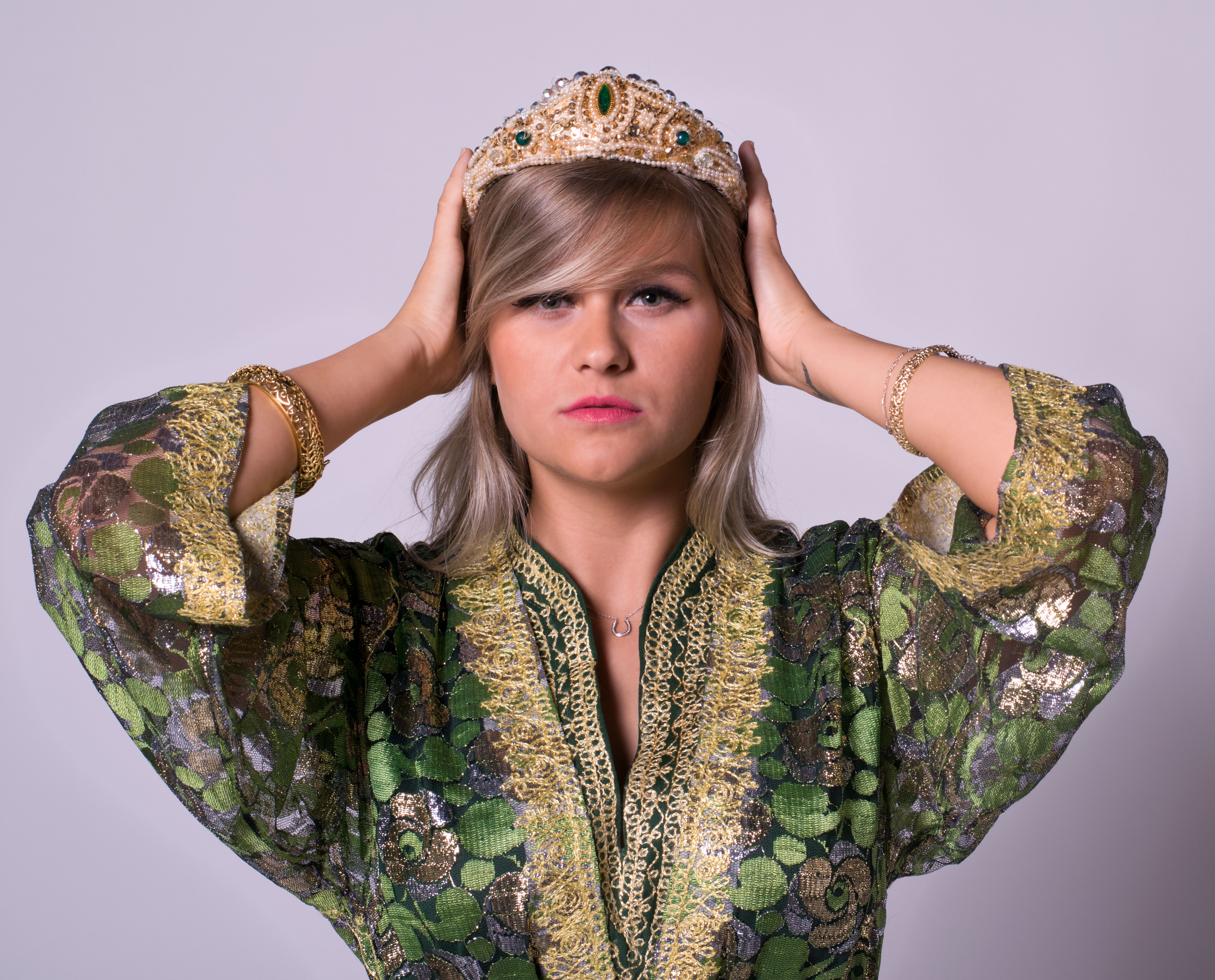
قفطان مغربي
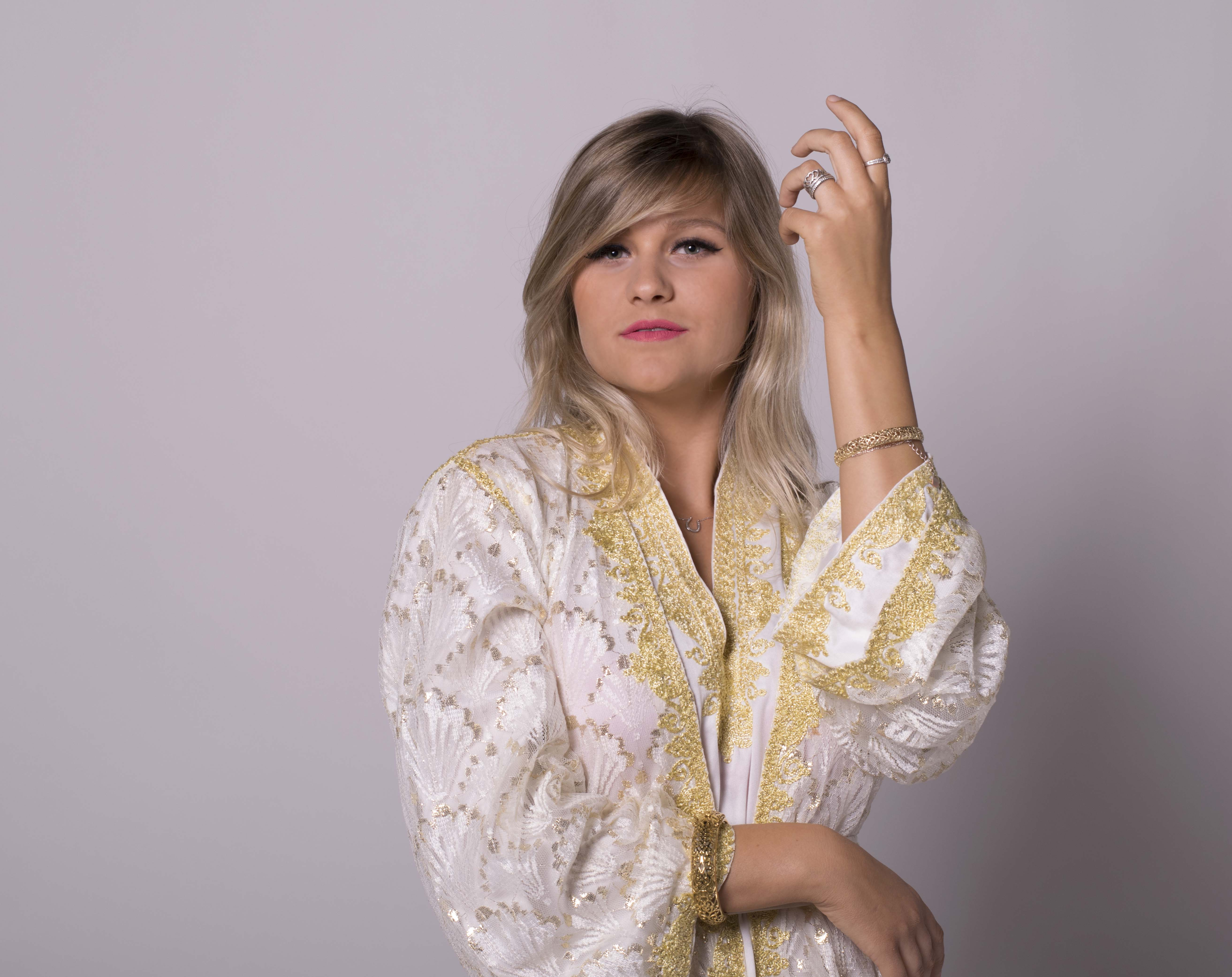
قفطان مغربي
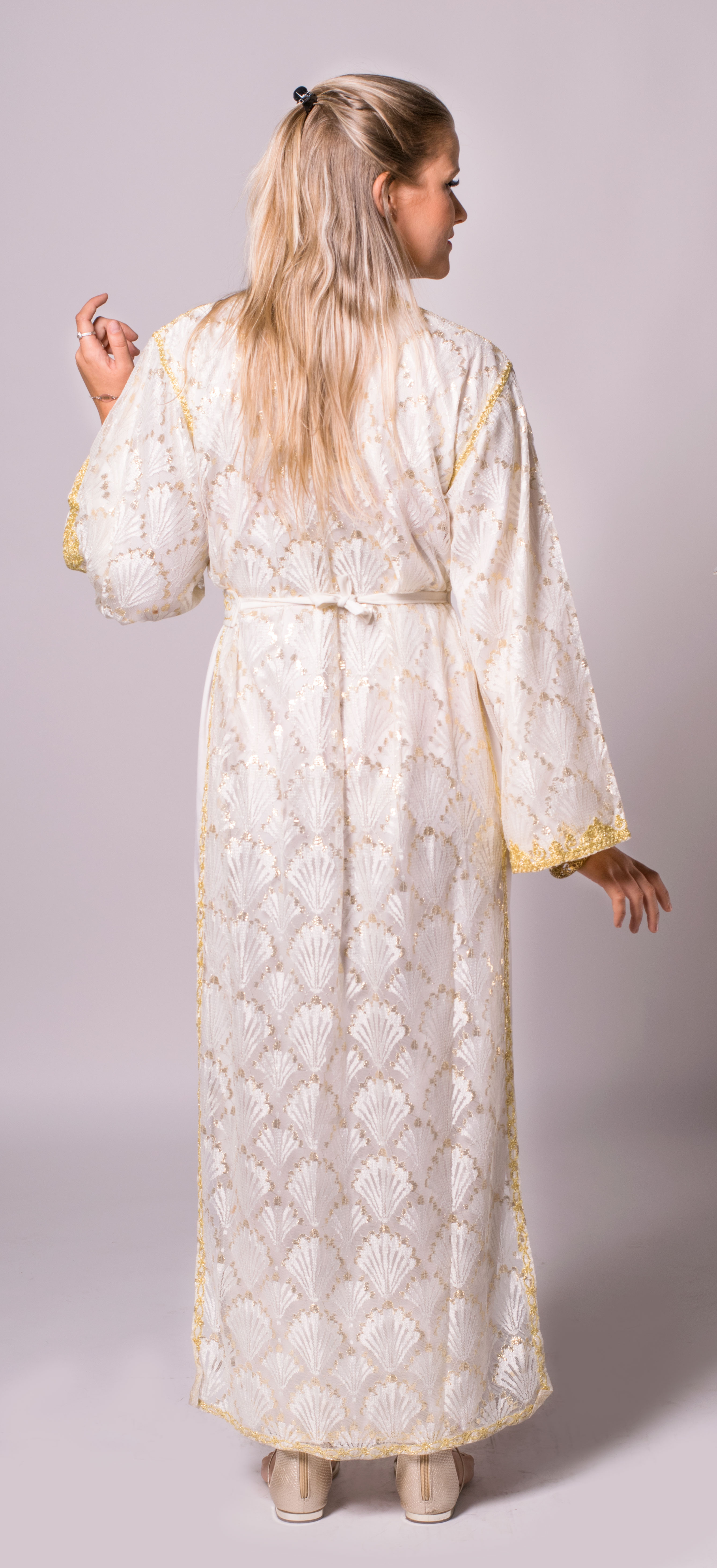
قفطان مغربي
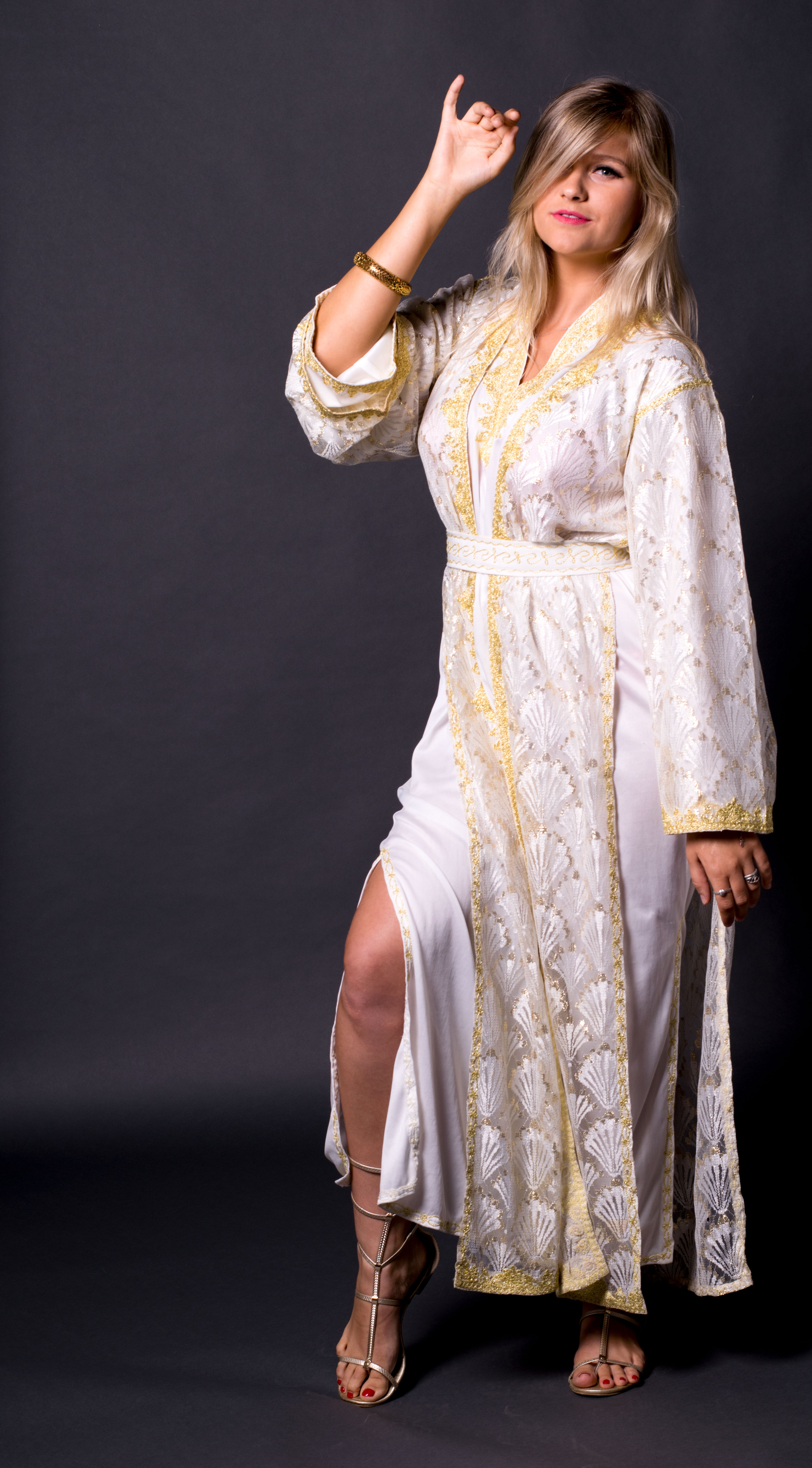
قفطان مغربي
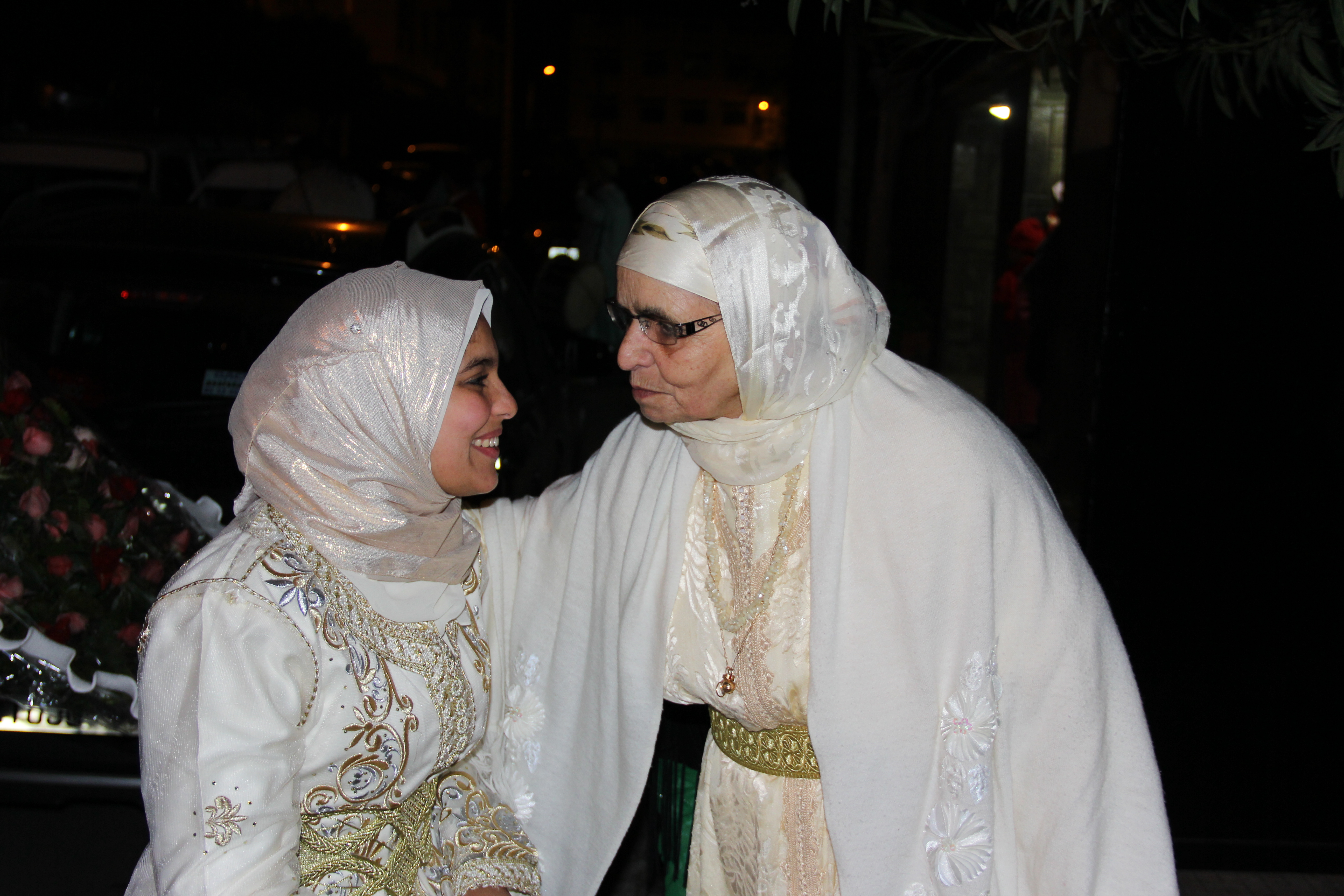
القفطان المغربي
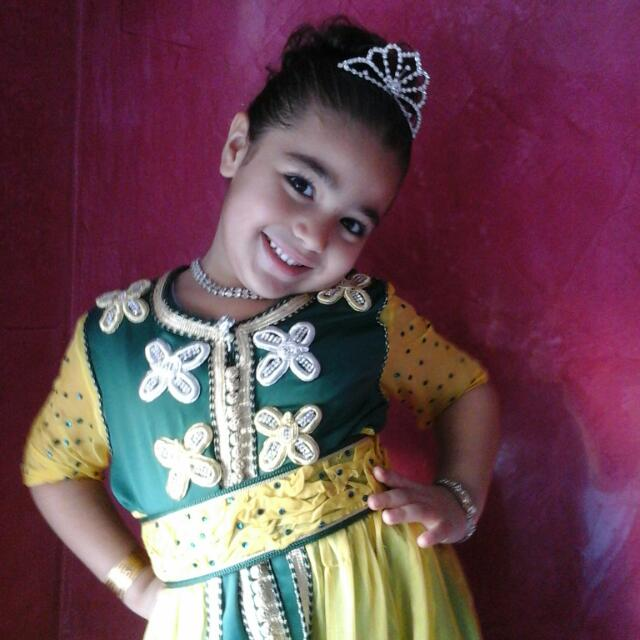
فتاة صغيرة بالقفطان المغربي
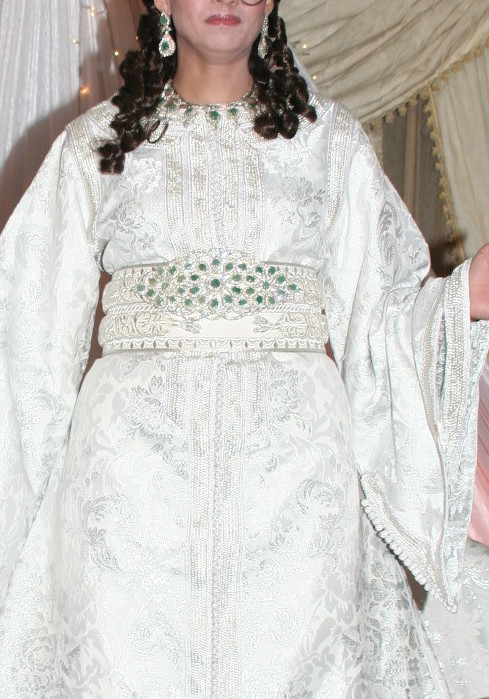
قفطان مغربي بالمضمة المغربية
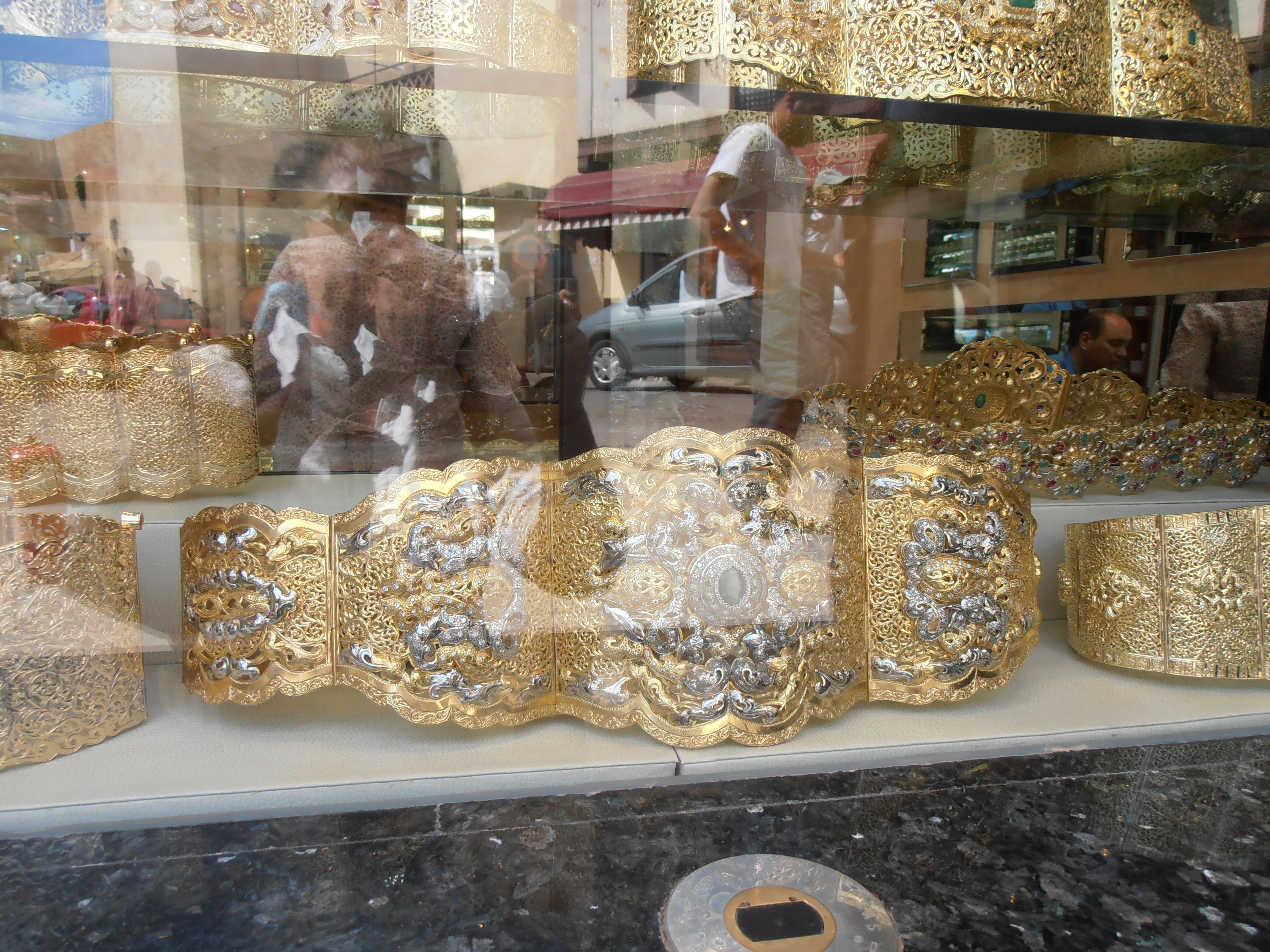
المضمة الفاسية الذهبية
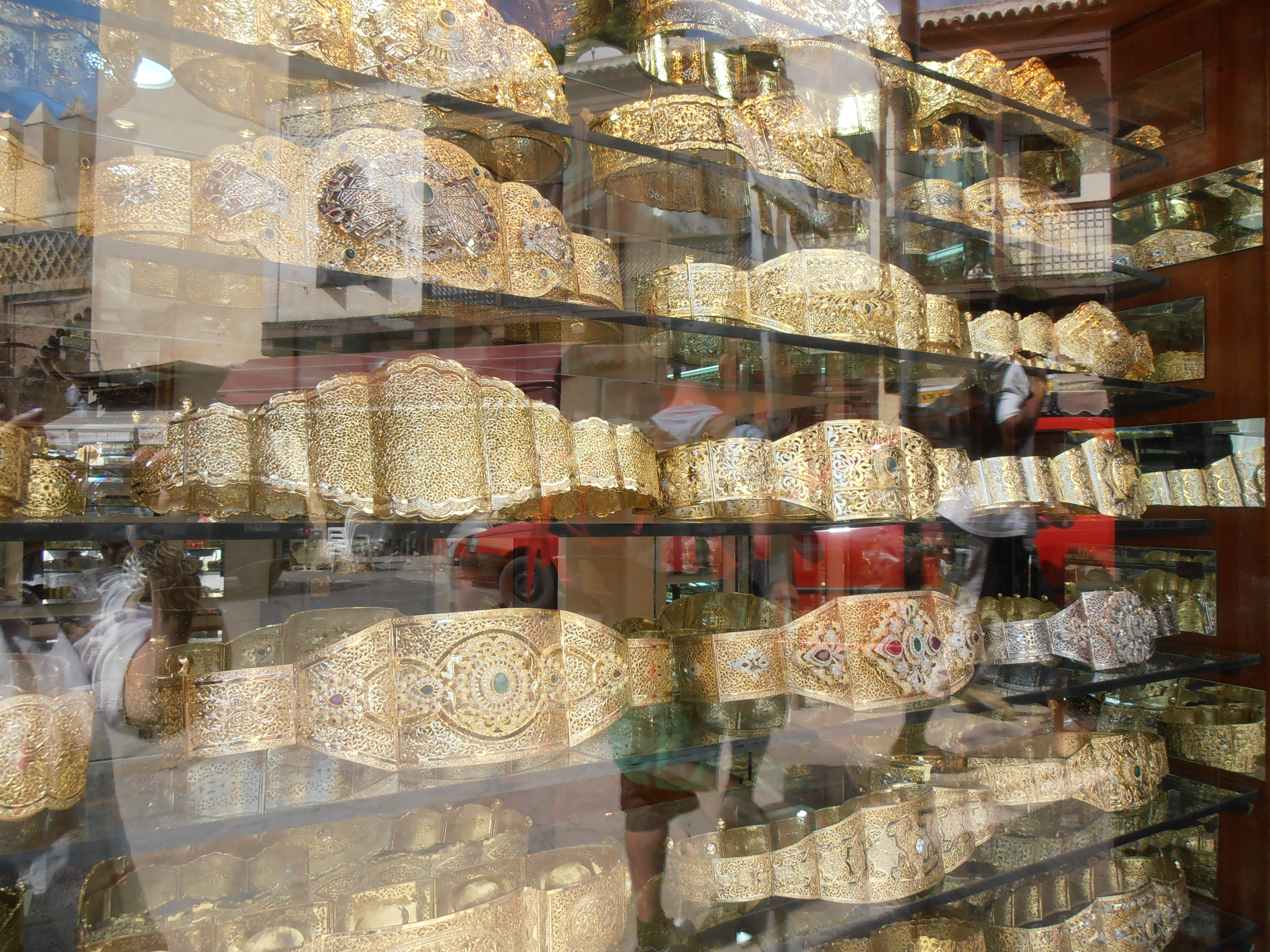
المضمة الفاسية بشتى أشكالها
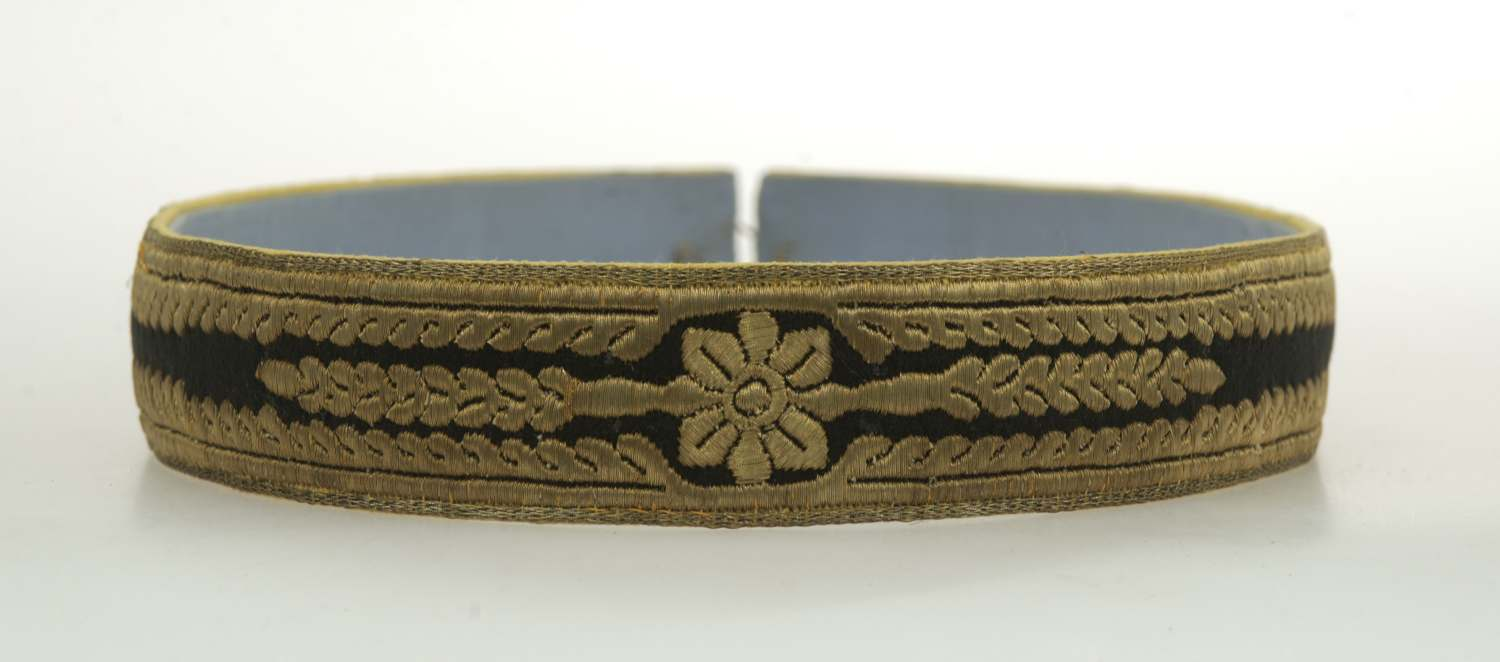
مضمة
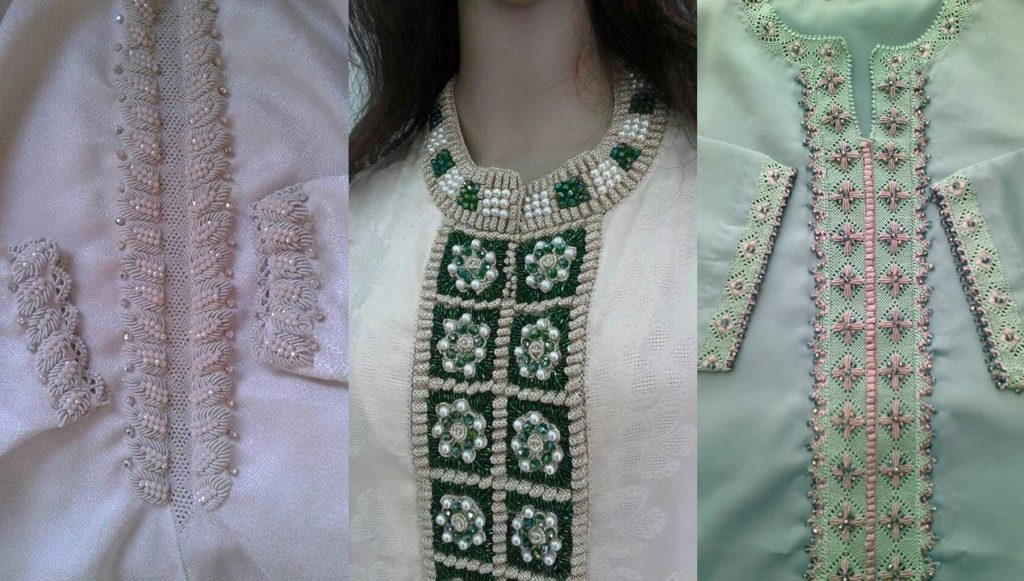
خدمة المعلم الفاسية
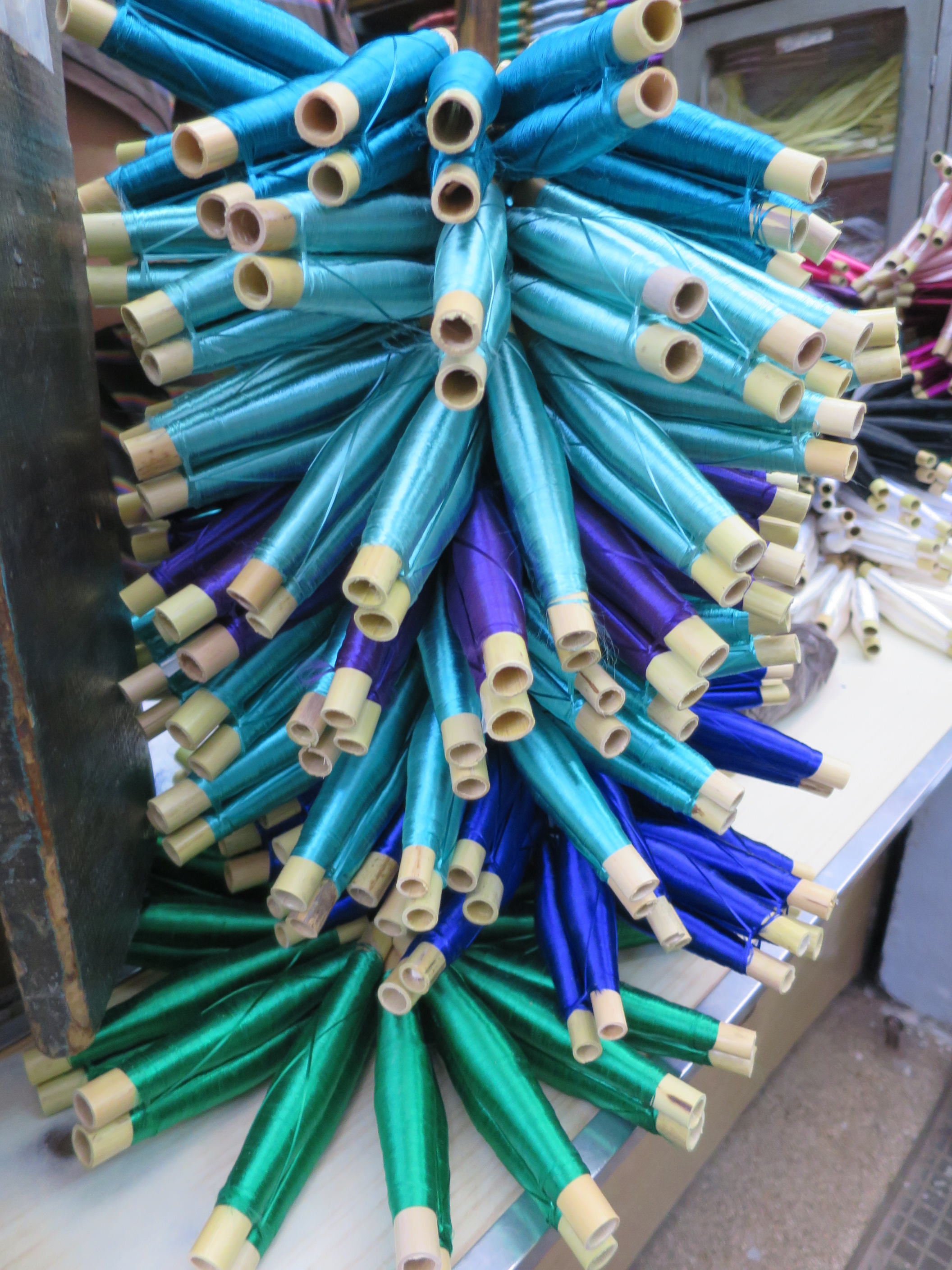
خيوط الحرير التي تنسج منها خدمة المعلم

## أنواع القفطان المغربي

### قفطان النطع الفاسي
من أقدم الالبسة المغربية وهو قفطان طويل وباكمام طويلة يصنع من ثوب المخمل أو «الموبرة» الاخضر الملكي ويتم تزينه بطرز النطع الفاسي وهو نوع من الطرز بخيوط الذهب إضافة إلى «السفيفة» و«العقاد» الذهبيتين في الوسط اللتان تميزان القفطان المغربي عن غيره من القفاطين والحزام المصنوع من الذهب والمزين بالاحجار الكريمة ويدعى «المضمة» بالدارجة المغربية ومجموعة من الحلي المغربية الذهبية كحلي «الشمار» وهو عبارة عن حلي يزين الظهر و«التاج الفاسي» و«المدجة» عبارة عن عقد من اللؤلؤ و«الزراير» وهو نوع من الحلي المكناسي تزين به العروس رأسها. تلبس هذا القفطان الفاخر العروسة المغربية ليلة الحناء ويعتبر من أهم طقوس العرس المغربي بكافة ارجاء المملكة المغربية وخصوصا بمدينة فاس ومكناس وانتشر هذا القفطان المغربي في دول الجوار تحت أسماء أخرى

### قفطان الخريب الفاسي
قفطان فاسي طويل بأكمام طويلة تتم خياطته من «ثوب الخريب» وهو ثوب فاخر من البروكار الخاص باللون الأصفر يصنع خصيصا في فاس. ويزين ب«السفيفة» و«العقاد» و«المضمة» أيضا. ويرجع اسمه الخريب إلى انه كان يخرب ميزانية الاسرة لثمنه الباهظ ويلبس قفطان الخريب تحت اللبسة الفاسية أو «لبسة الجوهر».

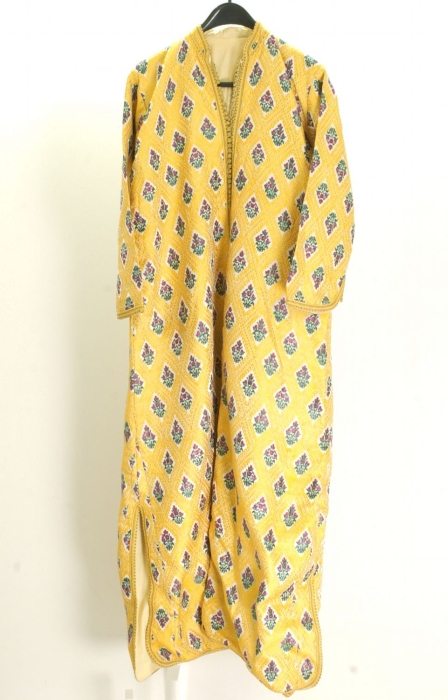
قفطان الخريب الفاسي

### القفطان الملكي المغربي
القفطان الملكي الحقيقي نسبة إلى الأسرة الملكية المغربية ويسمى أيضا القفطان المخزني المغربي يتميز بقصاته الطويلة والفضفاضة ويلبس مع المضمة والحلي المغربي. اشتهرت العائلة الملكية المغربية بلباسه والاميرة لالة سلمى تعتبر سفيرة هذا النوع من القفاطين المغربية بامتياز.

### قفطان حاج عمرالتطواني
قفطان مغربي اشتهرت نسوة تطوان بلبسه وصنعه وهو عبارة عن قفطان من ثوب خاص يدعى «الحاج عمر» مع السفيفة والعقاد اللتان تتوسطانه. يشكل هذا القفطان المميز مع حزام البروكار قطعة أساسية من لباس العروس بشمال المغرب وخصوصا بتطوان وطنجة والذي يدعى «الشدة التطوانية» وأيضا من لباس نساء تطوان الذي يدعى «الشميلة التطوانية أو اللبسة التطوانية» ولباس الحضرة الشاونية «الشدة بالطاكون».

### قفطان البهجة الفاسي
قفطان مغربي فاخر اشتهر في مدينة فاس ومراكش ينسج من ثوب الملس أو «البروكار» المزركش بزخارف لازهار وورود بالوان مبهجة ويتم تزيينه بالسفيفة والعقاد والمضمة أيضا.

### قفطان دنياجات الفاسي
قفطان مغربي فاخر من البروكار يصنع في فاس وتتوسطه كباقي القفاطين المغربية السفيفة والعقاد.

### قفطان جوهرة
قفطان مغربي يصنع من ثوب «جوهرة» الحريري المزين بخيوط ذهبية. ويزين بالسفيفة والعقاد أو بالراندا. يلبس هذا القفطان المغربي غالبا في حفل الخطوبة.

### قفطان الحناء
قفطان مغربي ابيض اللون يتم تزينة بالطرز الفاسي أو طرز الحساب الأخضر. يلبس خصوصا بشمال المغرب خصوصا بالريف المغربي ليلة الحناء بدل قفطان النطع الفاسي.

### قفطان اسملال
أو القفطان الأمازيغي ويسمى أيضا «أشايت»  باللغة الأمازيغية. لباس يميز نساء منطقة سوس. هو عبارة عن قفطان باللون الاحمر أو الاصفر أو الاخضر ويتم تطريزه بالطرز السوسي بخيوط الصوف الملونة والقيطان. ويعتبر قطعة أساسية من «اللبسة السوسية».

### القفطان الرباطي القديم
قفطان مغربي تلبسه العروس الرباطية عبارة عن قفطان يصنع من ثوب «الموبرة» باللون الاخضر، الاحمر أو البنفسجي وتكون اكمامه عريضة وتزين بالخيوط الذهبية. يلبس هذا القفطان مع «التاج الرباطي» ويشكل لباس العروس الرباطية قديما.

### القفطان التطواني القديم
من أقدم القفاطين المغربية وكان منتشرا بطنجة وتطوان. يتميز هذا النوع من القفاطين بكونه مفتوحا من الأمام وباكمام قصيرة وفضفاضة وينسج من المخمل أو من البروكار ويطرز بخيوط الذهب. يلبس مع السروال والبدعية وهي عبارة رداء قصير بدون أكمام يلبس فوق القفطان المغربي. هذا النوع من القفاطين لم يعد موجودا اليوم إلا في المتاحف وفي لوحات الفنانين التشكيليين المستشرقين عند زيارتهم للمغرب.

### القفطان السلاوي
نسبة إلى مدينة سلا المغربية عبارة عن قفطان مغربي طويل بأكمام طويلة مصنوع من الموبرة بلون داكن ومزين بخدمة المعلم.

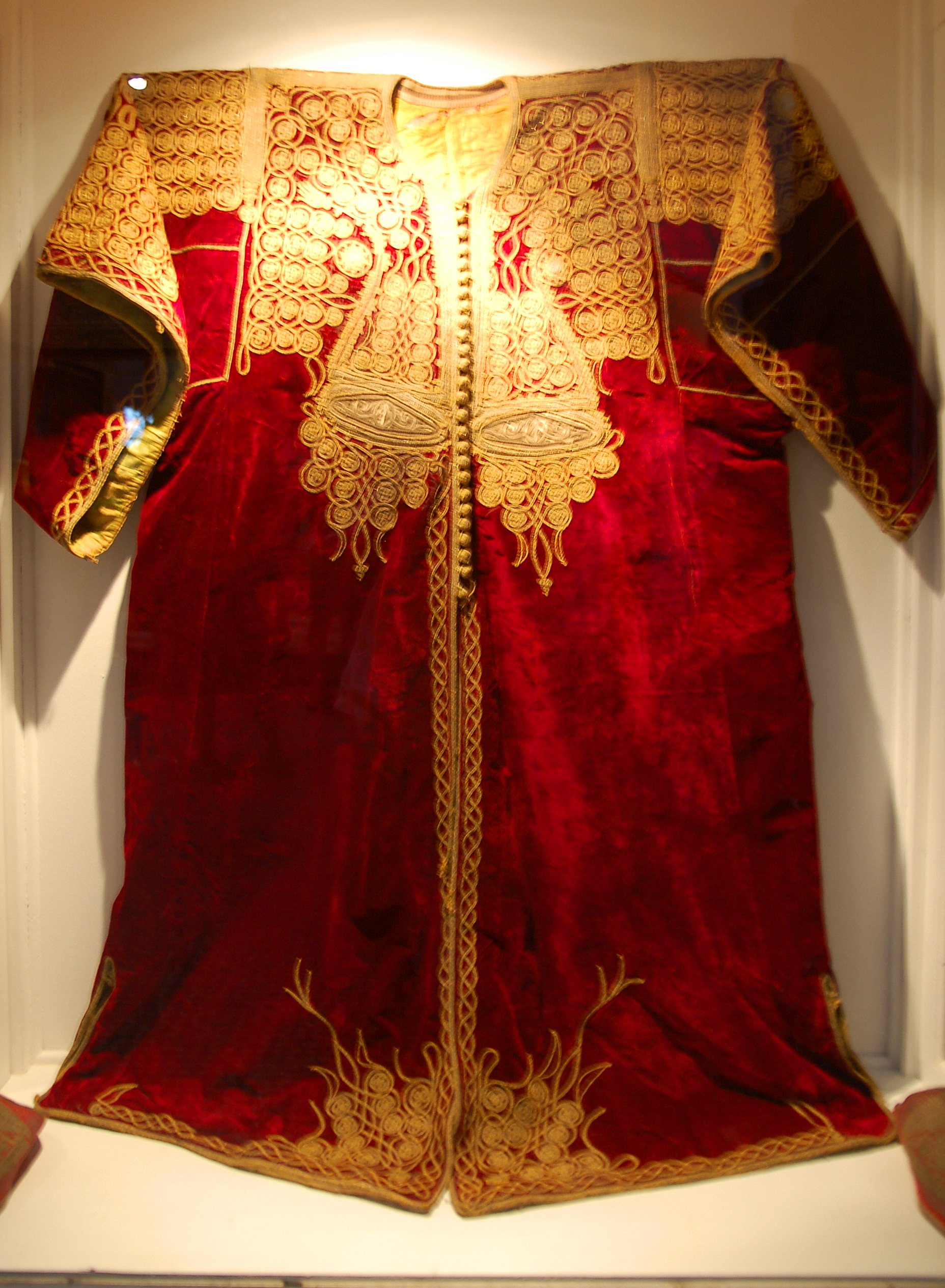
قفطان مغربي سلاوي من الموبرا الحمراء وخدمة المعلم

### القفطان المغربي العصري
حاقظ القفطان المغربي التقليديي على مكانته في المجتمع المغربي في المناسبات التقليدية كقفطان النطع الفاسي وقفطان الحناء في ليلة الحناء في طقوس العرس المغربي وقفطان الخريب الذي لا يزال يرتدى مع اللبسة الفاسية وقفطان الحاج عمر أساس الشدة التطوانية والتطوانية. أما القفطان المغربي العصري فيرتدي خصوصا في«الحضور» والمناسبات العائلية والدينية اذ اتيحت للمرأة المغربية حرية أكثر في تصميم قفطانها المغربي حسب ذوقها وأصبح يصنع من أثواب متعددة تختارها المرأة على حسب ما تفضله من حرير إلى موبرة إلى بروكار بألوان متعدد وقصات عصرية غيرها ويتوسطه العقاد والسفيفة والمضمة التي تعتبر أهم ما يميز القفطان المغربي عن غيرة من القفاطين. ويُزَيَّن بالتطريز المغربي (طرز النطع الفاسي، الطرز الرباطي، الطرز التعريجة التطواني، طرز الحساب الفاسي، الطرز الشاوني..) والتنبات بالأحجار الكريمة والموزون والعقيق وخدمة المعلم الفاسية.

## ملابس مغربية تقليدية مكونة من القفطان المغربي
القفطان المغربي يمثل لباسا مغربيا أصيلًا ومحوريا ومنه تفرعت واستوحيت العديد من الأزياء المغربية التقليدية منذ القدم نذكر منها:

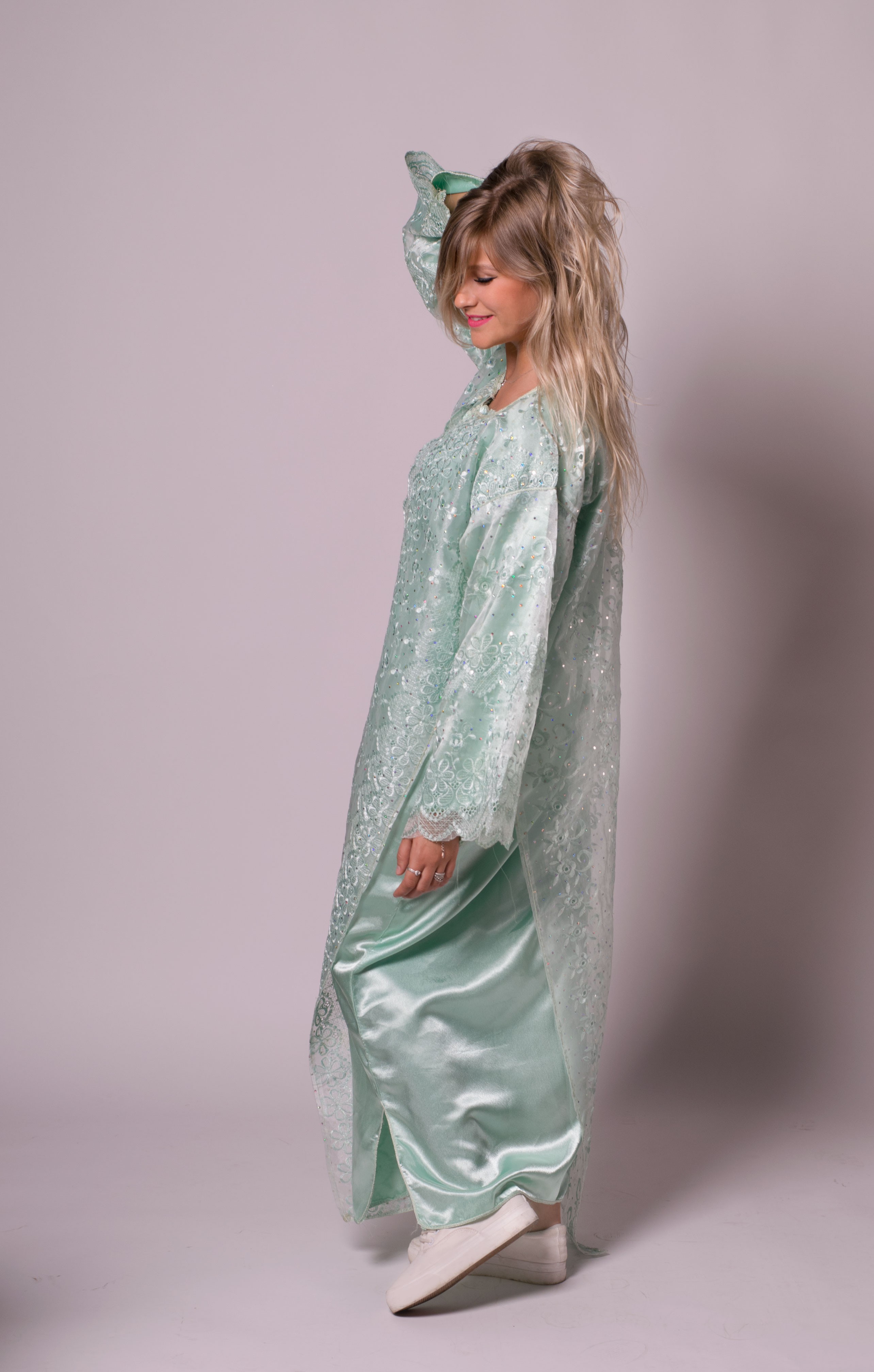
المنصورية المغربية

### المنصورية
لباس مغربي خالص تعود أصوله للسلطان المغربي المنصور الذهبي الذي يعتبر أول من اخترع وارتدى لباسا باسم المنصورية. المنصورية تعتبر شكلًا من أشكال القفطان المغربي إذ تتكون من قطعتين من قفطانين مغربيين، التحتي يصنع من ثوب سميك والفوقي يصنع من ثوب شفاف.

### التكشيتة
لباس مغربي مكون من قطعتين: الدفينة عبارة قفطان مغربي والفوقية عبارة عن قفطان مغربي مفتوح مزين بالطرز المغربي والتنبات وخدمة المعلم الفاسية..

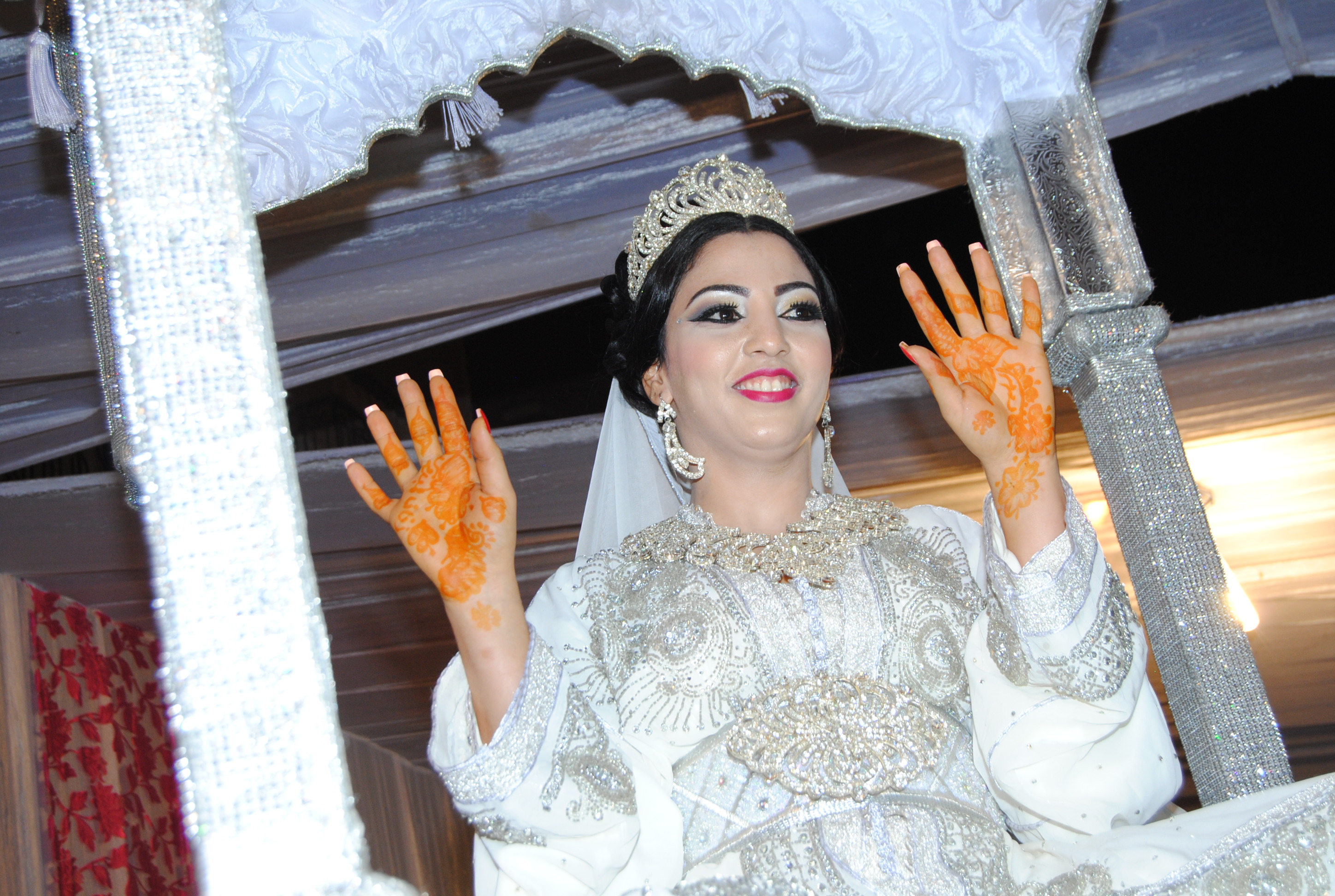
عروس فوق العمارية بالتكشيتة المغربية

### الشدة التطوانية
تتكون الشدة التطوانية من قفطان الحاج عمر المغربي وحزام البروكار الفاسي أو المضمة حلي مغربي تقليدي كثيف منه عقد 'الجوهر" و"اللبة" و"الخلايل" و"الخرسة" وتغطي التطوانية شعرها بغطاء "السبنية د الكنبوش«أو» السبنية د البحر«وتتبثها ب» العصابة«واخيرا تضيف» التخليلة' التي تعتبر لباس الاميرات بالمغرب. تلبس الشدة بمدينة طنجة أيضا وتختلف عن التطوانية في شكل حلي الرأس وكذا تصنع الحلي من الذهب بدل الفضة. الشدة التطوانية تقليد أصيل، فهو لباس العروس في ليلة زفافها، ولباس الطفلة في مناسبتين إثنيتن، لحظة بلوغها سن السابعة من العمر، أو في أول أيام صومها رمضان الكريم وتكون ليلة القدر المناسبة السانحة لعدد من الأسر، لتزين بناتها وتحتفل بهم من خلال «الشدة»

### اللبسة د الجوهر أو اللبسة الفاسية
تكون «الكسوة د الجوهر» من «قفطان ضو الصباح» أو «الخريب» يشد على خصره حزام فاسي وذلك حتى لا يتأثر ظهر العروس من كل الثقل القادم، فوقه القفطان الفاسي المشهور «الخريب» الذي كان من اختصاص مصانع بن شريف.بفاس.

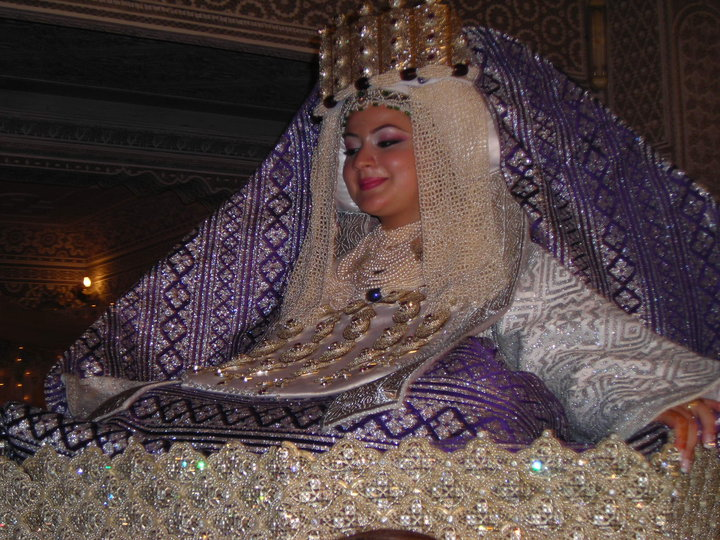
اللبسة د الجوهر بقفطان ضو الصباح

### الشدة بالطاكون أو لباس الحضرة الشاونية
يتكون لباس الحضرة الشاونية من قفطان مغربي من نوع الحاج عمرغالبا وحزاما مزكشا عريضا من الحرير أو البروكار و«الحراز» وهو عبارة عن عصابة انيقة من الثوب الابيض المطرز و«السبنية السويسة» عبارة عن طرحة حريرية تلبس تحت «الحراز» وتتميز بهذوب تتدلى من جوانبها إضافة إلى حلي «جوهر فرسانة». وترتدي المرأة الشاونية الشربيل المغربي الشهير. زي تقليدي خاص بمدينة شفشاون تلبسه المورسكيات أثناء «الحضرة» وهو فن موسيقي في المغرب يقتصر على النساء، حيث يلتقين في العديد من المناسبات داخل البيوت والزوايا لإقامة طقوس الأذكار والمديح والتبرّك بالله عبر ابتهالات يغلب عليها الطابع الصوفي.

### اللبسة السوسية
لباس نساء منطقة سوس الأمازيغية وتشكل اللبسة السوسية إلى جانب لبسة د الجوهر الفاسية والشدة التطوانية والتكشيتة البيضاء أهم ازياء العروس المغربية بكافة أرجاء المملكة المغربية وتتكون من من قفطان اسملال. والصاية التي تلبس فوق قفطان اسملال إضافة إلى القتيب وادال والحلي الأمازيغي السوسي.

### الكسوة الكبيرة أو البربيسكا
لباس يهود المغرب الذي تميزو به عن باقي اليهود بشمال أفريقيا ودول المغرب الكبير مما يظهر غناء الموضة المغربية منذ القدم. هذا اللباس كان يصنع بتطوان وهو عبارة عن فستان مخملي أو حريري باللون الاسود والأحمر والأرجواني والأخضر والأزرق ومطرزة بطرز النطع الفاسي.

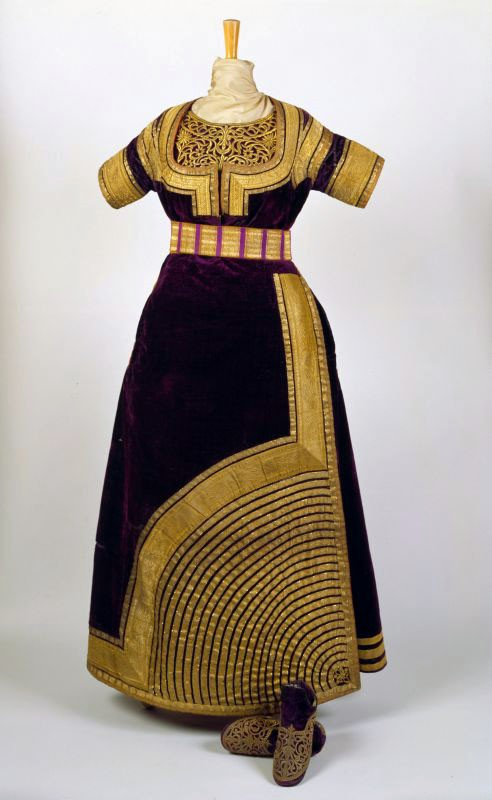
الكسوة الكبيرة
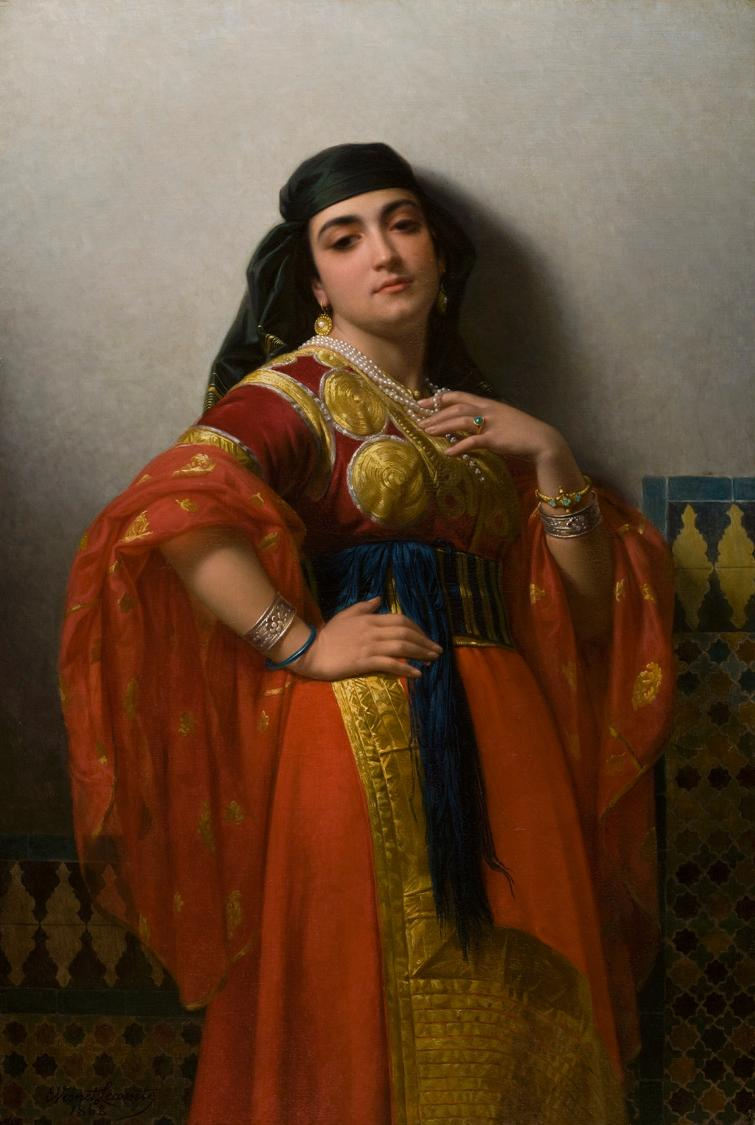
يهودية مغربية بالكسوة الكبيرة

## الفرق بين القفطان المغربي والقفطان العثماني
يعتبر القفطان المغربي رمزا للهوية المغربية وتراثا مغربيا أصيلا ويختلف أصلا وشكلا عن القفطان العثماني الذي كان عبارة عن عباءة مفتوحة من الأمام تلبس فوق الملابس وهذا ما أكدته الباحثة والدكتورة التركية Mufidah Abdlnor Kassir في كتابها الشهيرHistorical Development of the Caftan Costume الذي أكدت فيه على أن لفظ قفطان كان يطلق على كل لباس طويل وفضفاض بغض النظر على أصله وشكله وتميزت بعض الحضارات بنوع من القفاطين اختلفت أشكالها من بلد إلى اخر. وصف القفطان المغربي:
《عادة ما يرتدي القفطان المغربي الرجال والنساء على حد سواء، ومن قبل كل من الناس من الطبقة العليا والمتوسطة، ويسمى أحيانًا الدفينة (القطعة التحتية للتكشيتة المغربية) في المغرب. وهي عبارة عن ثوب طويل ممتلئ يشبه المعطف يحيط بالخصر مع وشاح من القماش المطرّز، الحزام أو المضمة، الذي يحصر القفطان ويحمل خنجرًا مائلًا للفضة، نادرًا ما يُرى الرجال بدونه. يحتوي الثوب على خط رقبة دائري مع أو بدون طوق ثابت وشقوق في طبقات جانبية. يتم تثبيت الفتحة الأمامية بالعديد من الأزرار والحلقات الذهبية الصغيرة أو العقاد. الأكمام مستقيمة وطويلة. عادة ما يكون القفطان مصنوعًا من ألياف القطن أو الحرير أو الصوف أو الأقمشة المخملية وهي الأثواب الأكثر استعمالا أو خيط فضي. الأثواب تكون من أي لون غالبا داكنة. حواف القفاطين مطرزة بالذهب. القفطان يتناسب حول منطقة الورك ويغطي الجسم كله من الرقبة إلى أسفل القدمين.》

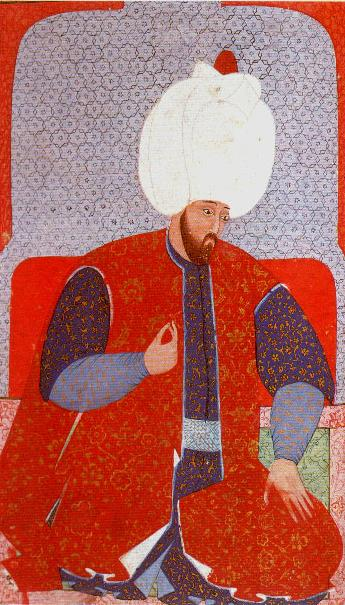
القفطان العثماني عبارة عن رداء مفتوح من الأمام يلبس فوق الملابس
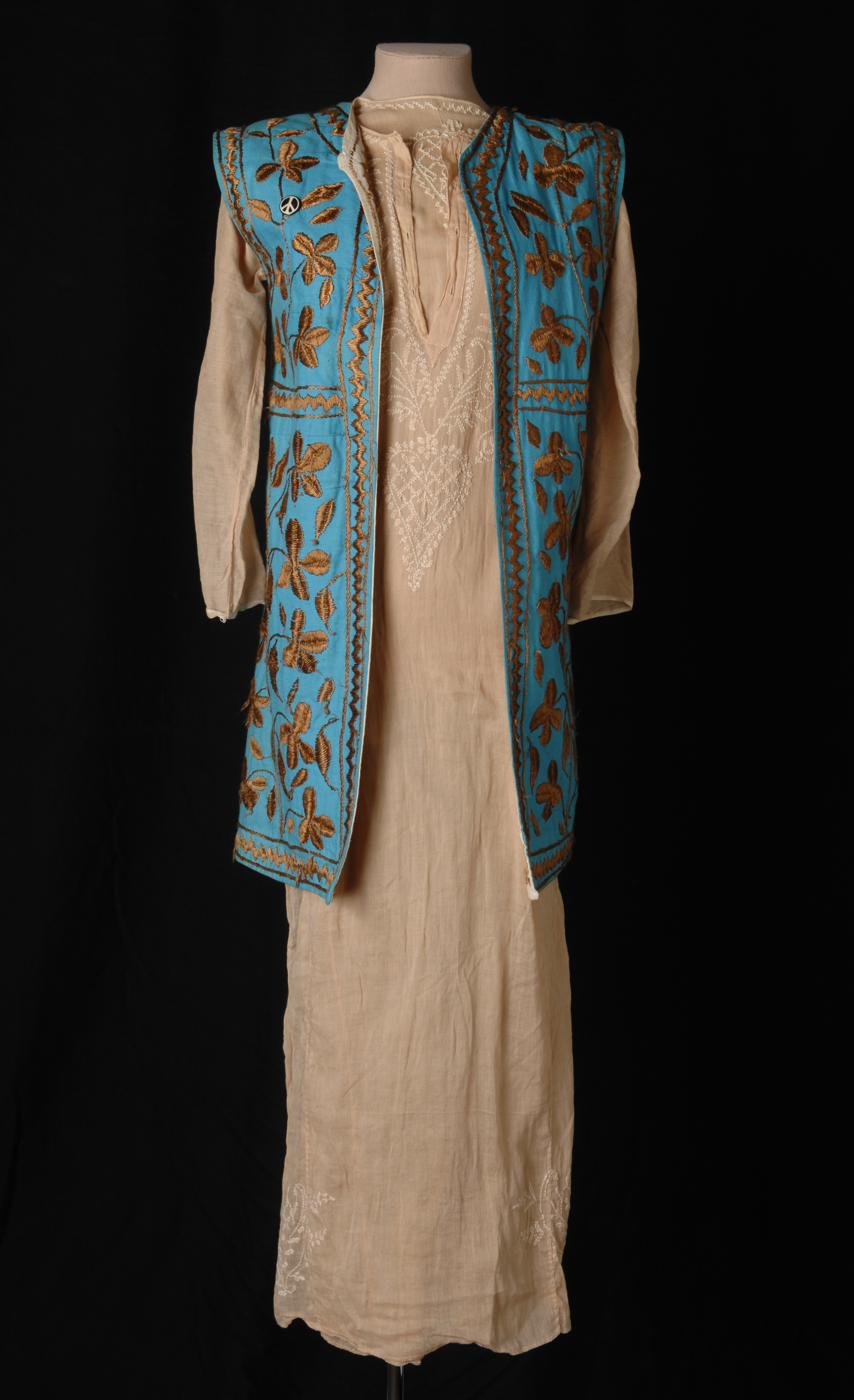
نوع من القفطان العثماني

## الصيت العالمي

### الجزائر
نظرا للجوار مع المغرب، تشكل الألبسة التقليدية المغربية نسبة كبيرة من الصادرات المغربية إلى الجزائر وعلى رأسها القفطان المغربي بسبب جودته العالية مقارنة مع ثمنه الميسور  والذي أثار اعجاب نساء الجزائر وأصبح يزين أعراسهن، لكن ظهرت دعوات كثيرة تعارضه لكونه دخيلا على الثقافة الجزائرية ونظرا لغلاء ثمنه كذلك على الطبقة الفقيرة على الحدود، ودعا الكثيرون إلى التوقف عن لبسه وتشجيع الألبسة الجزائرية خاصة كراكو تركي الجزائري الذي يختلف شكلا وأصلا على القفطان المغربي، وهذا ما أكده الاستهجان الكبير الذي تعرضت له الفنانة فلة الجزائرية لما سجلت أغنية وطنية جزائرية بالقفطان المغربي سنة 2009 بدعوى أن القفطان المغربي لا يندرج ضمن الألبسة المحلية الجزائرية المتعارفة عليها.

### العالم
ومن المصممين العالميين الذين أسرهم أيضا القفطان المغربي نجد كل من كينزو وجون بول غوتيي وكريستيان لاكروا، الأمر الذي جذب انتباه نساء من ثقافات وجغرافيات وجنسيات متعددة، الشيء الذي أدى بجميلات العالم لأن يلبسن القفطان المغربي، نذكر من بينهم الراحلة إليزابيث تايلور، والراحلة ويتني هويستن والمطربة ماريا كاري والممثلة سوزان سارندون والتركية توبا يويكستون، والفنانات، هيفاء وهبي وأصالة نصري وميادة الحناوي وديانا حداد ونوال الزغبي وشيرين عبد الوهاب، دون أن ننسى سيدة البيت الأبيض الأسبق ووزيرة الخارجية الأمريكية السابقة هيلاري كلينتون في إحدى زياراتها للمغرب.[بحاجة لمصدر]